# Povodeň v Čechách (2013)

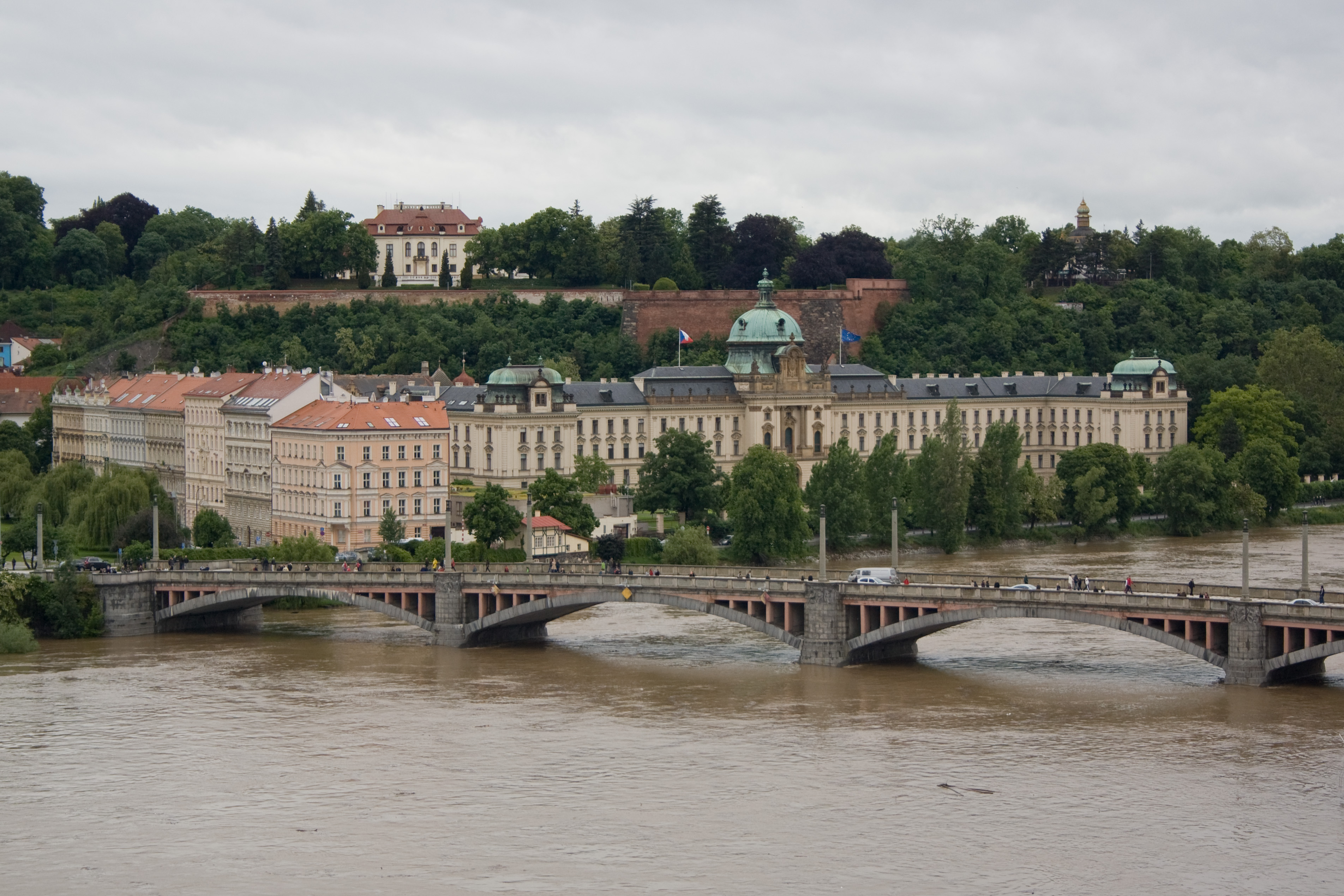
Pohled ze Staroměstské mostecké věže na rozvodněnou Vltavu u Mánesova mostu v pozadí se Strakovou akademií, 2. června 2013

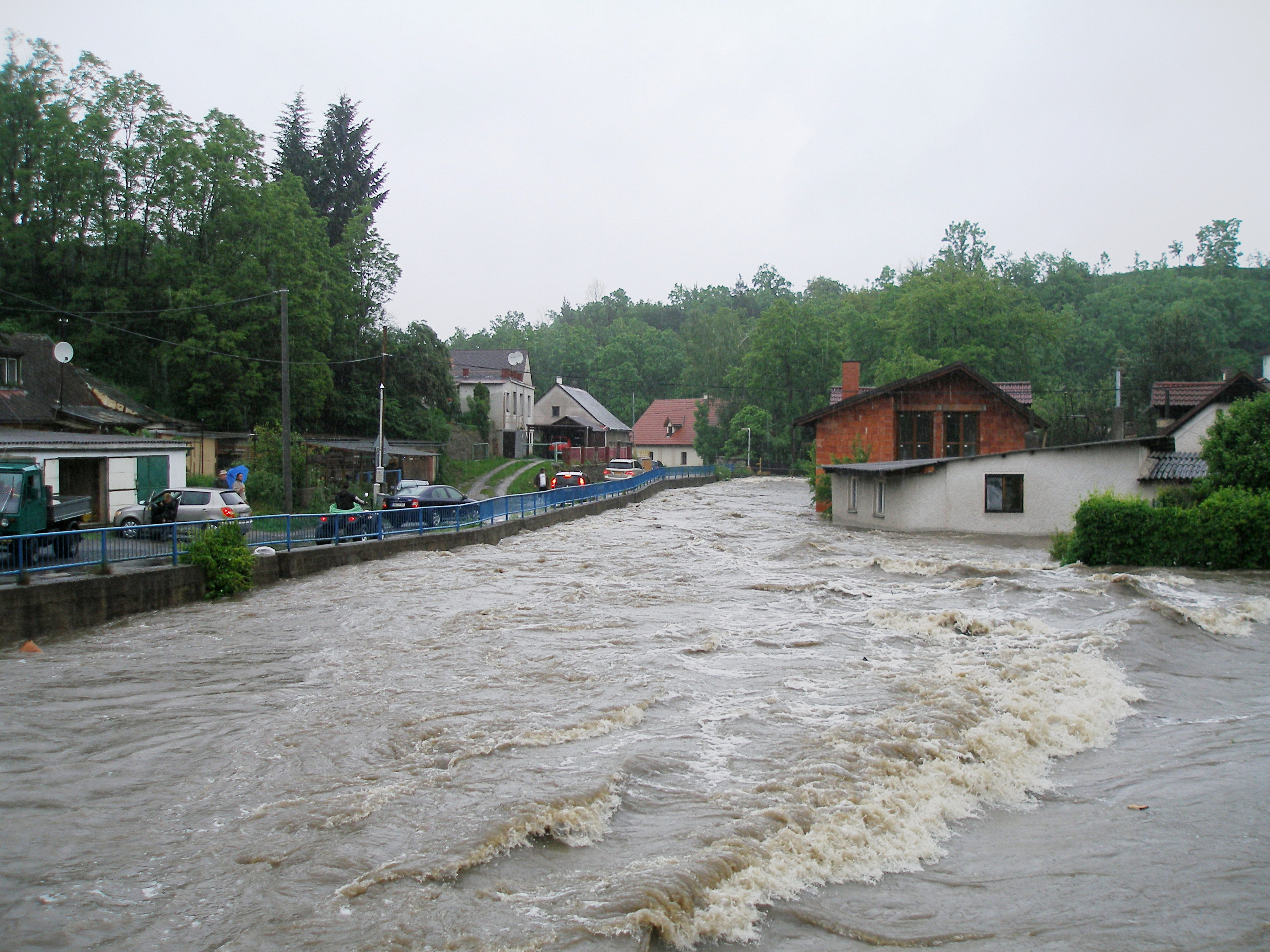
Nový Knín, situace 2. června v Tyršově ulici

Povodeň v České republice 2013 probíhala ve třech navazujících vlnách: první od 29. května do 5. června po několikadenním dešti především v oblasti Středočeské pahorkatiny, ale i na severozápadě a severovýchodě Čech, druhá a zdaleka ne tak intenzivní přišla v důsledku intenzivních lokálních dešťů do nasycených jihočeských povodí od 10. června do 12. června a třetí, nejslabší vlna od 24. června do 27. června 2013 v oblasti Krkonoš, Jizerských hor a Českomoravské vrchoviny.
Především v první vlně dosáhly potoky a řeky na mnoha místech úroveň 20 až 50leté povodně, nikterak výjimečně i stoleté. Zasaženo bylo celkem 970 obcí na celém území ČR včetně několika velkých měst jako jsou například Ústí nad Labem, Děčín, Praha, Plzeň a České Budějovice; vláda ČR také v neděli 2. 6. 2013 vyhlásila rozhodnutím č. 140/2013 Sb. do odvolání nouzový stav pro hlavní město Prahu (platil do 19. 6.) a pro kraje Liberecký (do 12. 6.), Jihočeský, Plzeňský (do 19. 6.), Královéhradecký, Středočeský a Ústecký (do 28. 6.), armáda však byla v pohotovosti až do 15. 7. 2013.
Hasiči zasahovali v souvislosti s povodněmi při 9611 událostech, nasazeno bylo 9518 jednotek PO (3748 profesionálních a 5770 dobrovolných) v počtu cca 28,5 tisíce příslušníků. Kromě toho bylo v souladu s Ústředním poplachovým plánem IZS nasazeno 21 000 příslušníků Policie ČR (včetně desítek kynologů a pyrotechniků) a v 71 městech a obcích se vystřídalo 9324 vojáků Armády ČR (včetně příslušníků Hradní stráže) uživších 1585 ks techniky, aktivována byla i Vodní záchranná služba ČČK. Celkem bylo 26 438 osob evakuováno a 618 osob zachráněno, povodně si vyžádaly 15 lidských životů (z toho 5 činí oběti z řad vodáků zkoušejících adrenalinový sjezd po rozvodněných řekách; 1 další vodák je pohřešován) a způsobily nejméně 75 půdních sesuvů (patrně nejzávažnější nad obcí Litochovice nad Labem, kde smýkající svah na ploše cca 10 ha zničil železniční trať 097 a budované těleso dálnice D8). Muselo být také uzavřeno 214 úseků silnic všech tříd. Nezbytné přímé (prvotní) náklady na opatření v rámci řešení krizové situace přišly na 1,16 mld Kč, celkové vzniklé škody jsou v řádu desítek miliard. Ranní kulminace Labe v Děčíně 6. 6. 2013 ve 04:00 dosáhlo výšky 1071 cm a průtoku 3 910 m³/s, což je 4. největší povodeň v Česku.
Záplavy roku 2013 zasáhly také Německo, Rakousko a Švýcarsko, pak i západní Slovensko (hlavně Bratislavu), Maďarsko a Polsko.

## Příčiny
Po poměrně zataženém a deštivém jaru 2013 byla podstatná část území České republiky nasycena vodou z jarního tání a dešťů. Zejména měsíc květen byl pro oblast Čech srážkově nadprůměrný (cca o 2/3 více srážek) a zákonitě tedy byla i vyšší nasycenost půdy. Bezprostřední příčinou pak byla tlaková níže nad střední Evropou, která přinesla nad oblast Saska, Bavorska, Čech a Rakouska severojižním směrem intenzivní srážkovou činnost už koncem května. V tomto pásmu se navíc vyskytl řetěz silných bouří, rozsáhlá část území zaznamenala srážkové úhrny přes 100 mm / 24 h.
Dne 28. května 2013 vydal Český hydrometeorologický ústav vážné varování před hrozbou bouřek s lijáky a krupobitím pro období 29.–30. května, varování před vznikem povodní přišlo následující den a to zejména pro povodí Lužické Nisy, na přítocích Berounky a horního Labe. 31. 5. 2013 platila výstraha na povodňovou bdělost pro Jihočeský kraj a na povodňové ohrožení pro Plzeňský kraj.

## Dění vpovodí Vltavy
Už od 20. května se na možnost povodní připravovali pracovníci Povodí Vltavy a téhož dne například Vodní nádrž Orlík započala s intenzivním odpouštěním vody a zvyšováním své retenční schopnosti; v době začátku povodní pak Vltavská kaskáda disponovala zásobními objemy okolo 180 milionů m³, tedy bezmála dvojnásobkem standardně vymezeného. Vysoký úhrn srážek však rozvodnil nejprve řeky v plzeňské oblasti – snad s výjimkou Mže. V úterý 4. 6. pak bylo upouštění z kaskády pozastaveno, aby se rozvolnila kulminace na dolním Labi, ale v době 7. 6. – 11. 6. pak opět platilo nařízení Ústředního krizového štábu o zajištění maximálních možných retenčních kapacit pro případ dalších silných srážek. Za tyto čtyři dny se Vltavská kaskáda stihla vyprázdnit o 215 milionů m³.Povodeň zasáhla i trojský slalomový kanál.

### Oblast Berounky

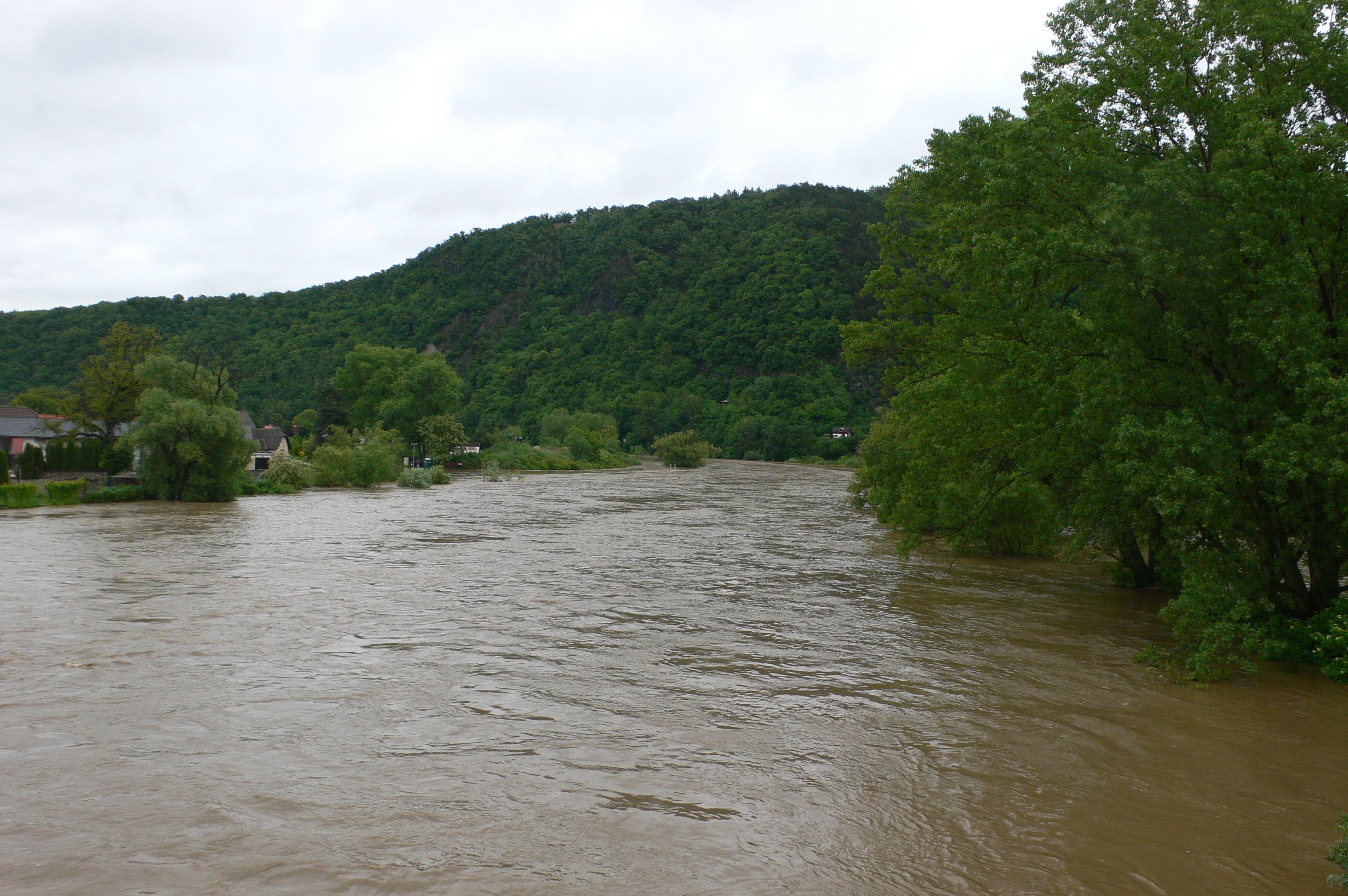
Berounka v Černošicích, 2. června

Úslava v Prádle dosáhla 1. SPA (140 cm) už v pátek 31. 5. 2013 po poledni, v sobotu sice krátce klesla, ale ve 21:00 již byla na 3. SPA (180 cm) a celou neděli pomalu stoupala na maximum v pondělí v 1:00: 225 cm, 22 m³/s (dvouletá voda). 3. SPA byl opuštěn až v úterý 4. června kvečeru, 1. SPA ve čtvrtek 6. 6. ráno. Ve Ždírci byl dosažen pouze 2. SPA a 33 m³/s; povodňový stav trval od 1. 6., 16:00 do 6. 6., 10:00. Zato v Koterově byla Úslava na 1. SPA už 31. 5. v 6:00 a od sobotních 23:00 do úterních 22:00 byla na 3. SPA (nad 200 cm), s maximem 270 cm / 132 m³/s v pondělí okolo 4. h. K normálu se vrátila ve čtvrtek po 3. hodině ranní.
Úhlava stoupala také, v úseku od Klatov, kde 1. SPA (250 cm) přesáhla v pátek 31. 5. ráno a 3. SPA (300 cm) v neděli v 5:00, držela ho až do pondělního večera s kulminací 315 cm / 69 m³/s, pod 1. SPA klesla a ve čtvrtek po 19. h. Limnigraf Přeštice zaznamenal 1. SPA (180 cm) v pátek ráno, 3. SPA (250 cm) po sobotní půlnoci, kulminaci 315 cm / 160 m³/s (dvacetiletá voda) v pondělí ráno. 3. SPA byl odvolán 5. 6. po 18. h, 1. SPA v sobotu 8. 6. okolo 14. h. Ve Štěnovicích byl 1. SPA (160 cm) překonán v pátek po 19. h, 3. SPA (320 cm) v neděli okolo 17. h a kulminace nastala 3. 6. ve 2:30 při 370 cm / 170 m³/s (více než dvacetiletá voda).
Radbuza v Tasnovicích pokořila 1. SPA (120 cm) už v pátek 31. 5. před 18. h, 3. SPA (180 cm) překonán v pondělí 3. 6. mezi 2. a 14. h, přičemž řeka kulminovala okolo 4. h na úrovni 280 cm / 48 m³/s (desetiletá voda), 1. SPA byl odvolán 4. 6. po 19. h a znovu vyhlášen v pondělí 10. 6. po 9. h, kulminace ve 2. SPA nastala v úterý 11. 6. okolo 4. h při 160 cm / 16 m³/s a pokles pod 1. SPA nastal už téhož dne po 13. h. Ve Staňkově dosáhla Radbuza 1. SPA (160 cm) ještě dřív, už v pátek okolo 8. h, a pod hranicí 3. SPA (220 cm) se pohybovala od pátečního večera, od sobotní 15. h do středeční 6. h ji dokonce překračovala s vyvrcholením při 306 cm / 99 m³/s (téměř desetiletá voda) v pondělí po 19. h, do normálu se dostala ve čtvrtek 6. 6. těsně po půlnoci a v neděli opět kolísala okolo 1. SPA, který překročila v pondělí 10. 6. po 6. h a během cca desíti hodin razantně vystoupala až do 3. SPA, s kulminací 255 cm / 60 m³/s v úterý před polednem. Pokles hladiny byl pak ještě rychlejší než vzestup a 3. SPA byl odvolán pět hodin poté, 1. SPA ve středu 12. 6. v 7:00.
Mže byla zpočátku nejklidnější, například vodní nádrž Lučina zaznamenala 1. SPA jen krátce v sobotu 1. června. Zato v Kočově už řeka kolísala, v sobotu 1. června na několik hodin překročila 1. SPA (120 cm) a v pondělí 3. června se dostala až do 2. SPA, kulminovala zde před 6. h na úrovni 105 cm / 29 m³/s (téměř pětiletá voda) a těsně před půlnocí se vrátila pod 1. SPA. Díky přítoku Úhlavka však už ve Stříbře překročila 1. SPA (150 cm) v sobotu večer a kulminovala v pondělí po poledni na 220 cm / 84 m³/s (dvouletá voda, těsně pod hranicí 3. SPA), pod 1. SPA se dostala až 6. 6. po poledni. Vodní nádrž Hracholusky tuto vlnu částečně zachytila, po naplnění nádrže musela začít v pondělí 3. 6. po 20. h odpouštět vodu v pásmu 1. SPA (nad 200 cm) při průtoku 54 až 56 m³/s po řadu dní, s tímto vypouštěním zde skončili až v pátek 14. 6. po 7. h ranní.
Střela, která na odtoku z VD Žlutice překročila 1. SPA (120 cm) v sobotu 1. 6. okolo 8:00 a o 48 h později kulminovala na stavu 205 cm / 20 m³/s (dvouletá voda) v pásmu 2. SPA. Do 1. SPA se vrátila ve středu v poledne a následující dny si držela odtok okolo 8 m³/s v pásmu 1. SPA. V Čichořicích překročila 1. SPA v sobotu po 14. h a opustila ho ve středu po 21. h, mezitím dvakrát vystoupila do 2. SPA a kulminovala v úterý 4. 6. okolo 10. h stavem 170 cm / 26 m³/s (dvouletá voda). V Plasech byla na 1. SPA (120 cm) od 1. 6., 14:00 a 2. 6. od 6:00 do 12:00 byla i ve 3. SPA (nad 200 mm) s vrcholem 230 cm / 60 m³/s okolo 8:00. K normálu se vrátila až v pátek, ale nové lijáky ji v neděli 9. 6. opět zvedly a kulminovala v pondělí 10. 6. v pásmu 2. SPA při 190 cm / 43 m³/s, do normálu klesla ve středu 12. 6. před 22. hodinou.
Klabava v Hrádku u Rokycan byla na 1. SPA už od čtvrtka 30. 5. večer a následně kolísala: například 3. SPA vyhlásila dokonce třikrát a přitom dvakrát dosáhla 215 cm / 53 m³/s (desetileté vody) – v sobotu 1. 6. před 23. h i v neděli 2. 6. před půlnocí; pod 1. SPA se dostala až ve středu 5. 6. odpoledne. Níže, v Nové Huti, měla Klabava 1. SPA (120 cm) v pátek po 5. h a 3. SPA (200 cm) už týž den v poledne, kulminovala v pondělí v 7 hodin výškou hladiny 250 cm a průtokem 138 m³/s (dvacetiletá voda) a k normálu se vrátila ve čtvrtek po 21. h. Druhá vlna dešťů ji v pondělí 10. 6. zvedla na většině míst jen na několik hodin do 1. SPA, nicméně zvýšený odtok z VD Klabava způsobil v Nové Huti novou kulminaci 210 cm / 48 m³/s (dvouletá voda) v úterý 11. 6. po 7. h ráno, 3. SPA zde byl téhož dne od 3. do 15. h a 1. SPA definitivně odvolán ve středu 12. 6. okolo 20. hodiny.
Je tedy jasné, že se nemohla nerozvodnit ani Berounka jako sběrná řeka pro jihozápad Čech. V pátek 31. května po 14. h dosáhla v Plzni 1. SPA (250 cm) a v neděli 2. června po 18. h i 3. SPA (450 cm), kulminovala v pondělí 3. června kolem 7. h při 525 cm / 388 m³/s (desetiletá voda) a pásmo 3. SPA sice opustila ve středu 5. 6. kolem 6. h, přes plynulý pokles se však do normálu nevrátila ani do konce týdne. Poté, co nabrala desítky metrů krychlových vody z Klabavy a Střely, zaznamenal na Berounce limnigraf Liblín 1. SPA (180 cm) už v pátek po 15. h, 3. SPA (340 cm) v neděli po 7. h a maximum 440 cm / 640 m³/s v pondělí 3. 6. v poledne. 3. SPA byl odvolán až ve středu dopoledne a 1. SPA dokonce až v neděli po poledni. V důsledku nových intenzivních dešťů se přihnala nová vlna, tentokrát ale řeka vystoupila jen do pásma 2. SPA a kulminace s průtokem 290 m³/s nastala v úterý 11. 6. dopoledne; definitivně do normálu se řeka vrátila až ve čtvrtek 13. 6. odpoledne. Obdobný průběh zaregistrovalo Zbečno: 1. SPA (240 cm) už v pátek 31. 5. před 12. h, 3. SPA (400 cm) v sobotu 1. 6. před půlnocí a maximum 610 cm / 900 m³/s v pondělí 3. 6. po 20. h, 3. SPA trval do čtvrteční 5. h ranní a další dny se řeka držela v 1. SPA, v pondělí 10. 6. před 23. h znovu vystoupala do 2. SPA a kulminovala při 320 m³/s v úterý 11. 6. po poledni. Do normálu se zde vrátila až v sobotu 15. 6. okolo 1. h ranní.
Litavka se dostala pouze do 1. SPA díky tomu, že povodeň na horním toku zbrzdila Vodní nádrž Láz. V Příbrami se tedy konala kulminace na 74 cm / 5 m³/s v pondělí po 17. h, díky potokům z brdské oblasti však na přítoku do Berouna stoupla už v sobotu do 1. SPA (150 cm) a v neděli večer do 3. SPA (250 cm), kulminovala v pondělí těsně po půlnoci při 260 cm / 145 m³/s (desetiletá voda) a rychle klesala, v úterý 4. 6. ve 21 hodin už i pod 1. SPA.
Na Berounce v Berouně tak byl 1. SPA (260 cm) pokořen v pátek po 20. h a 3. SPA (400 cm) na přelomu soboty a neděle, nejvyšší hladiny dosáhla Berounka v pondělí ve 21:30 stavem 577 cm / 1150 m³/s (více než dvacetiletá voda), 3. SPA byl odvolán až ve středu 5. 6. po 17. h a 1. SPA v sobotu 8. 6. před 18. h, nicméně nová povodeň nastala vzápětí a řeka znovu kulminovala v úterý 11. 6. po 14. h, tentokrát v pásmu 2. SPA s průtokem přes 320 m³/s, 1. SPA pak byl odvolán ve čtvrtek 13. 6. před polednem.

### Oblast Horní Vltavy

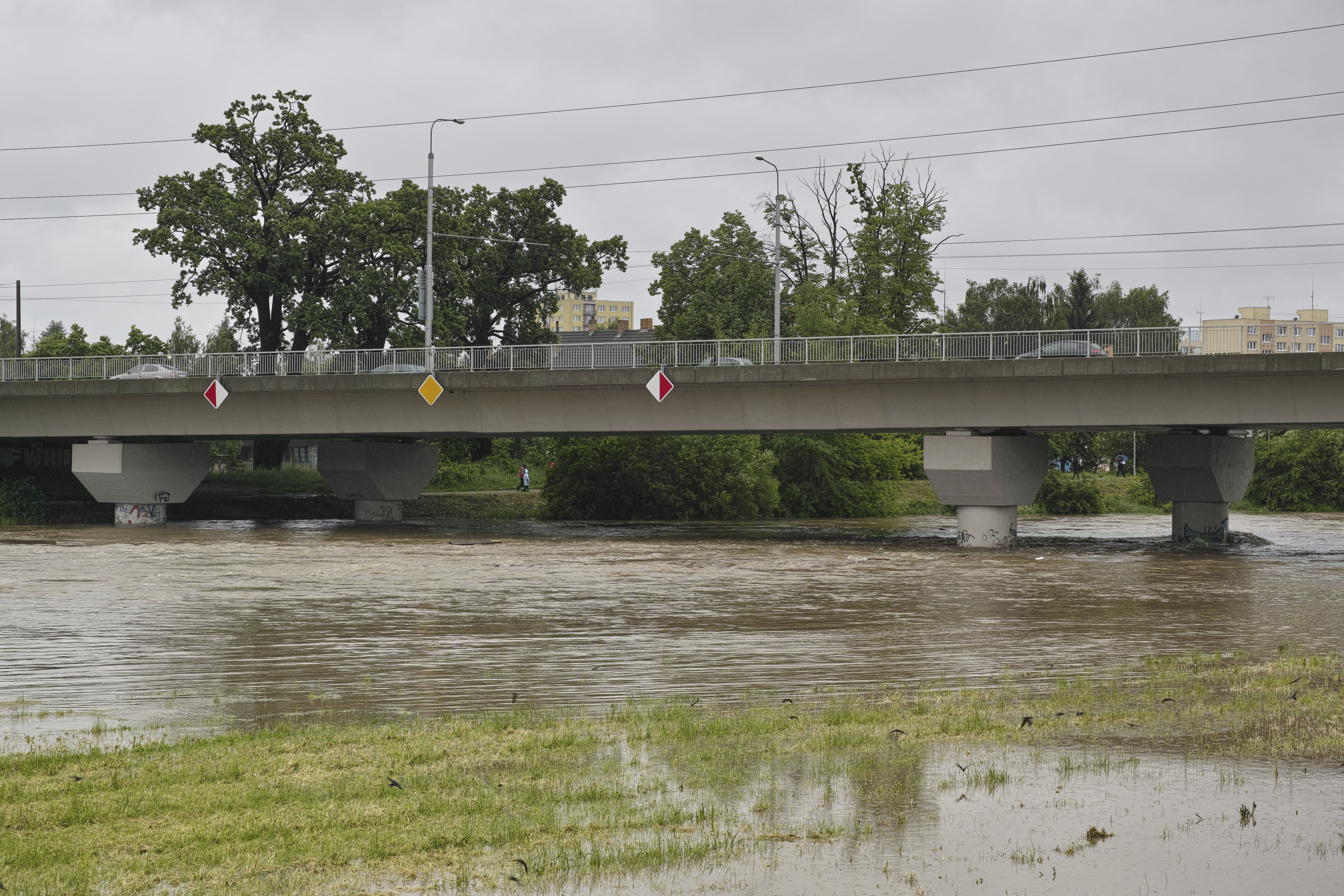
Vltava v Českých Budějovicích, 2. června při průtoku 500 m³/s

Studená Vltava dosáhla na limnigrafu Černý Kříž v sobotu 1. 6. 2013 ráno pouze na 1. SPA a držela si jej do večera, kdy opět klesla. Zato Teplá Vltava v Lenoře se tou dobou už zvedala, 1. SPA (130 cm) dosáhla 1. 6. po 23. hodině a v neděli 2. 6. kolem 7. h se dostala na 2. SPA (170 cm), kolem 9. h kulminovala na 176 cm / 63 m³/s a těsně tak překonala hranici desetileté vody. Pod 1. SPA zde klesla v pondělí 3. 6. večer. U limnigrafu Chlum zaznamenali 1. SPA (220 cm) až 2. 6. v 7 hodin ráno, ke 3. SPA (270 cm) se hladina těsně (ne)dostala po 12. h při průtoku 90 m³/s (překonána pětiletá voda) a pak pomalu klesala, 1. SPA byl odvolán až v úterý 4. 6. před 6. h ranní.
Celá Vltavská kaskáda vykazovala v sobotu 1. 6. volný objem okolo 180 milionů krychlových metrů. Povodňovou vlnu z obou Vltav tak částečně eliminovala už Vodní nádrž Lipno: ve Vyšším Brodě byl překročen 1. SPA (185 cm) jen 2. 6. mezi 6. a 11. h, nicméně kvůli zvyšování retenčního prostoru VD Lipno znovu byl dosažen už kolem 18. h a po půlnoci byl překročen i 2. SPA (210 cm); od té doby se průtok (resp. odtok) pohyboval v objemu dvouleté vody mezi 98 a 106 m³/s, od středečního večera 120 m³/s a jak ustupovala voda na dolních tocích, mohli vodohospodáři zvyšovat odtok Lipna až na 130 m³/s (od pátku 7. 6. ráno do neděle 9. 6. dopoledne) v úrovni 3. SPA, což však na dalších místech nepůsobilo větší problémy. Vysoké odtoky z Lipna byly prováděny až do dalšího týdne, cca 110 m³/s do středy 12. 6. a až poklesem pod 80 m³/s ve čtvrtek 13. 6. večer zde mohl být odvolán i 1. SPA. V Zátoni vystoupila Vltava v neděli 2. 6. ve 4 h ráno na 1. SPA (160 cm), mezi 8. a 15. hodinou si při 230 cm a 200 m³/s držela dokonce 3. SPA (210 cm) a kvůli odpouštění VD Lipno v následujících dnech oscilovala v pásmu 2. SPA při průtoku do 160 m³/s (tj. opět dvouletá voda), později v pásmu 1. SPA při průtocích 110–140 m³/s a pod 1. SPA zde řeka klesla ve čtvrtek 13. 6. v poledne.
O několik kilometrů níže se Vltava setkala s povodňovou vlnou z Polečnice (45 m³/s v Novosedlech v neděli kolem 10. h) a Chvalšinského potoka (23 m³/s ve Chvalšinách v téže době), takže do Českého Krumlova se Polečnice řítila jako rozvodněný tok – 1. SPA (100 cm) překročila už před půlnocí 1. 6. a přes 3. SPA (170 cm) se dostala v neděli okolo 3. h, maxima 290 cm / 101 m³/s dosáhla před polednem a 3. SPA opustila až v pondělí 3. 6. po 9. h, 1. SPA ve středu 5. 6. po 22. h. Vltava se nenechala zahanbit, ve Spolí byl zdejší 1. SPA (185 cm) překonán v neděli 2. 6. krátce po půlnoci a 3. SPA před 4. h, maxima 290 cm / 310 m³/s zde Vltava dosáhla zároveň s Polečnicí; obě tím přesáhly dvacetiletou vodu. Vltava si pak zde držela 3. SPA dokonce až do středy 12. 6. a k normálu klesla až v pátek 14. 6. před polednem. Nad Českými Budějovicemi byl ve Březí překonán 1. SPA (170 cm) také po půlnoci a po 15. hodině se hladina svou výškou 324 cm dokonce krátkodobě přiblížila až k SPA 3!, tedy hranici extrémní povodně (337 cm), průtok v tu dobu činil přes 480 m³/s (téměř padesátiletá voda) a 3. SPA byl odvolán až v úterý 4. 6. po 14. hodině, až do neděle si Vltava držela 2. SPA (nad 200 cm) a pod 1. SPA klesla až ve středu 12. 6. před půlnocí.
Malše v Kaplici dosáhla 1. SPA (110 cm) 2. 6. 2013 těsně po půlnoci, ve 3:00 přesáhla 3. SPA (160 cm) a hladina dál stoupala až na maximum po 18. h při 237 cm / 82 m³/s, 3. SPA vydržel až do pondělního odpoledne a 1. SPA do středečního večera. Následný limnigraf v Pořešíně (už pod soutokem s taktéž rozvodněnou říčkou Černou) zaznamenal 1. SPA (130 cm) v 1 hodinu ráno, 3. SPA (190 cm) překročen zhruba o 1,5 h později a kulminace nastala kolem 18. hodiny při 300 cm / 178 m³/s, 3. SPA pak vydržel až do úterní 17. hodiny a 1. SPA do čtvrteční 7. h. Další kubíky přidala Stropnice, která v Borovanech překonala 1. SPA (180 cm) v neděli před 6. h a 3. SPA (260 cm) o 24 hodin později, kulminovala v pondělí 3. 6. po 18. h na 315 cm / 30 m³/s (dvouletá voda) a v pásmu 3. SPA se držela do středečního poledne, pod 1. SPA se dostala až v neděli před 4. h. Obdobně tomu bylo i na stanici Pašinovice-Komařice, kde kulminovala dokonce nadvakrát: 345 cm / 106 m³/s (desetiletá voda) v neděli po poledni a 286 cm / 67 m³/s v úterý po půlnoci, pod 3. SPA klesla Stropnice ve středu okolo 16. h a pod 1. SPA ve čtvrtek před půlnocí. Poslední malšský limnigraf před soutokem s Vltavou, v Roudném, tak zaznamenal překročení 1. SPA (160 cm) už 1. 6. 2013 po 23. hodině, 3. SPA (270 cm) byl pokořen ve 3:00 a Malše si ho držela do středečních 17:00, s kulminací na úrovni desetileté vody v pondělí 3. 6. po 2. hodině ranní při 380 cm / 230 m³/s. Do normálu se vrátila až v sobotu 8. 6. v poledne.
V Českých Budějovicích se hlavní povodňové vlny z Vltavy a Malše sice sečetly, ale jen krátce: 1. SPA (300 cm) byl zaznamenán v neděli 2. 6. po 3. hodině ranní a 3. SPA (430 cm) krátce před polednem, kulminace se konala kolem 19. h na úrovni 490 cm / 580 m³/s (dvacetiletá voda) a pak voda rychle klesala; 3. SPA zrušen v pondělí po 2. h ranní a 1. SPA ve středu v 18:00. I přes vysoké odtoky z Lipna a Římova a přetrvávající 2. SPA na Vltavě i Malši tak byla řeka pod Budějovicemi na relativně bezpečné úrovni, pod 1. SPA.

### Oblast Dolní Vltavy (po Prahu)
Blanice (přítok Otavy) rychle stoupala od sobotního odpoledne, Blanický mlýn překonal 1. SPA (120 cm) v sobotu před 21. hodinou a 3. SPA (180 cm) těsně po půlnoci, maximum 249 cm / 60 m³/s (dvacetiletá voda) byl okolo 10. h. 3. SPA byl zrušen 3. 6. před 3. h a 1. SPA 4. 6. po 22. h. Na odtoku z nádrže Husinec si Blanice 2. 6. ráno držela 1. SPA (95 cm), do 13. h rychle stoupla na 3. SPA (130 cm) a po 15. h dosáhla 250 cm, s průtokem až 95 m³/s (padesátiletá voda), pod 3. SPA se dostala až 6. 6. po 10. h a pod 1. SPA v pátek po 21. h. V Bavorově pak Blanice dosáhla 1. SPA (140 cm) v sobotu před 22. h, 3. SPA (190 cm) v neděli po 3. h ranní a stoupala až na 300 cm / 185 m³/s (více než padesátiletá voda) v 17:30; 3. SPA byl odvolán až 6. 6. po 19. h a později řekla klesla do 1. SPA, nicméně nová vlna dešťů zvedla Blanici v pondělí 10. 6. večer znovu až do 3. SPA a nová kulminace při 240 cm / 103 m³/s (více než desetiletá voda) přišla v úterý 11. 6. okolo 2. h ranní; pod 1. SPA klesla řeka až ve středu 12. 6. před 18. hodinou. Na stanici Heřmaň byl 1. SPA (110 cm) dosažen 1. 6. 2013 ve 23:00 a 3. SPA (180 cm) v neděli po 8. h, o 24 h později bylo dosaženo maxima při 275 cm (přičemž hranice SPA 3! je 288 cm) / 200 m³/s, tedy padesátiletá voda. 3. SPA se držel až do pátku 3:00, do konce týdne se však řeka nestihla vrátit k normálu a do 3. SPA znovu vystoupala v úterý 11. 6. po poledni, kulminace 190 cm / 84 m³/s (pětiletá voda) nastala o půlnoci a během pěti hodin klesla řeka pod 3. SPA, pod 1. SPA se vrátila až ve čtvrtek 13. 6. po 13. hodině.
Samotná Otava dosáhla v Rejštejně 1. SPA (140 cm) až 1. 6. 2013 kolem 23. h a v neděli se jen občas dostala na 2. SPA, kulminovala po 19:00 při 170 cm / 111 m³/s a v pondělí po 6. h se vrátila k normálu. V Sušici byl 1. SPA dosažen v sobotu ve 22 hodin a v neděli byl 2× dosažen 3. SPA (175 cm) s maximem 220 cm a 205 m³/s (téměř desetiletá voda) ve 21 hodin. 3. SPA byl zrušen 3. 6. v 5:00 a 1. SPA 4. 6. před polednem. Pod soutokem s Blanicí, v Písku, má Otava stanovený 1. SPA na 250 cm (dosažen 2. 6. 2013 v 1:30), 3. SPA na 380 cm (překonán po 15. h) a maxima 525 cm / 545 m³/s (více než dvacetiletá voda) dosáhla v pondělí po poledni, pod 3. SPA se vrátila ve středu po 8. h a pod 1. SPA o 72 hodin později. Nová povodeň z Blanice pak Otavu v pondělí 10. 5. večer zvedla jen mírně do pásma 1. SPA, i to bylo odvoláno ve středu 12. 6. dopoledne.
Nežárka v Rodvínově dosáhla 1. SPA v neděli 2. 6. ve 12:00 a kulminovala na 160 cm (těsně pokořila 3. SPA) / 47 m³/s v pondělí 6:00, pod 1. SPA klesla ve středu po 4. h. Poté, co se do ní vlila dvacetiletá voda z Hamerského potoka (cca 19 / 20 m³/s od pondělního večera do středečního rána), zaznamenal limnigraf Lásenice překročení 1. SPA (150 mm) v neděli 2. 6. v 5:00 a těsné dosažení 3. SPA (230 cm) v pondělí po dobu cca 11 hodin, kdy protékalo 73 m³/s (více než pětiletá voda). Povodňový stav trval do páteční 11. hodiny. Na Nové řece, která odlehčovala Lužnici, byl v Mláce od úterý i 3. SPA s maximem 330 cm / 75 m³/s (desetiletá voda) ve středu ráno, voda klesala velmi zvolna a 3. SPA byl odvolán až v sobotu odpoledne, nadále však protékalo okolo 55 až 60 m³/s, v úterý 11. 6. i jen 45 m³/s (1. SPA), ale ve čtvrtek 13. 6. opět až 55 m³/s (znovu 2. SPA). Toto množství klesalo jen zvolna a až v neděli 16. 6. v 18:00 byl odvolán i 1. SPA. Obdobně limnigraf Hamr dosáhl 1. SPA (290 cm) v neděli 2. 6. ve 22:00 a 3. SPA (350 cm) v pondělí po 13. h, kulminoval 5. 6. v 7:00 na 424 cm / 148 m³/s (dvacetiletá voda) a stav 3. SPA si držel až do pondělí 10. 6. 2:00, pod 1. SPA klesl až v sobotu 15. 6. v poledne.
Lužnice byla také rozvodněná v celé délce toku. Limnigraf Nová Ves překročil 1. SPA (150 cm) 2. 6. okolo 13. h, kulminoval na 202 cm / 98 m³/s (desetiletá voda) v pásmu 2. SPA a do normálu se vrátil 5. 6. okolo 13. h. Limnigraf Pilař překročil 1. SPA (300 cm) 2. 6. po 16. h, 3. SPA 3. 6. v poledne a kulminoval o půlnoci při 420 cm / 131 m³/s (dvacetiletá voda), pod 3. SPA klesl 5. 6. před polednem a pod 1. SPA až v neděli po 13. h. Díky odlehčovací Nové řece však stanice Kazdovna, Rožmberk ani Frahelž nezaznamenaly povodňový extrém horší než je desetiletá voda. Pod opětovným soutokem Nežárky a Lužnice se však do řeky vlil ještě Černovický potok (u kterého stanice Tučapy zaznamenala v neděli 2. 6. večer až 13 m³/s) a limnigraf Klenovice tak snadno překročil 1. SPA (190 cm) v neděli 2. 6. okolo 2. h a 3. SPA (300 cm) v pondělí 3. 6. v poledne, maximum 330 cm / 220 m³/s (desetiletá voda) trvalo ve středu od poledne do večera a pak teprve hladina pomalu klesala, nicméně pod 3. SPA se vrátila až v pátek po 16. h – dočasně, v neděli večer zde byl 3. SPA opět a definitivně byl opuštěn v pondělí 10. 6. před 3. h, po většinu týdne pak zde tekla dvouletá voda ve 2. SPA (zrušen až 14. 6. ve 22:30) a ještě v neděli 16. 6. zde trval 1. SPA. Poté, co Lužnici posílila ještě říčka Smutná (v Ratajích měla 1. SPA od sobotních 22 h a 3. SPA od neděle 4:00 do úterý 3:00; maximum 347 cm / 131 m³/s v neděli 2. 6. před polednem překonalo i SPA 3! a znamenalo stoletou vodu; 1. SPA skončil až ve středu 5. 6. v poledne), byla zkáza v Bechyni prakticky neodvratná: 1. SPA (240 cm) tam byl překonán těsně před sobotní půlnocí a 3. SPA (330 cm) v neděli 2. 6. ve 3:00, hranici SPA 3! (525 cm) překročila řeka v 9:00 a kulminovala po 15. h výškou hladiny přes 590 cm a s průtokem okolo 610 m³/s (překonána stoletá voda). 3. SPA trval až do páteční 22. hodiny a voda i nadále klesala jen zvolna, v pondělí 10. 6. se dokonce na několik hodin vrátila i do 3. SPA s kulminací 340 cm / 200 m³/s (více než dvouletá voda), pod 2. SPA klesla až ve středu 12. 6. a ke zrušení 1. SPA se přiblížila dokonce až v neděli 16. 6. večer.
Do vodní nádrže Orlík, kam se slévají vody všech tří řek, tak v neděli odpoledne mířilo kolem 1500 m³/s, proto si zde pro tuto vlnu činili již předtím rezervu zvýšením odtoku – 2. 6. 2013 v 6:00 odpouštěli až 350 m³/s, ale tento odtok museli brzy snížit na 178 m³/s kvůli ochraně dalších míst na toku. Nádrž se ale plnila nečekaně rychle: předpovídaný přítok max. 910 m³/s musel být kvůli silným dešťům a rychlému růstu všech přítoků několikrát revidován a reálné maximum na úrovni stoleté vody (2300 m³/s) se konalo během neděle, retenční prostor nádrže byl využit na maximum (hladina se zastavila 2 cm pod maximem) a od nedělního večera se muselo opět přistoupit k vypouštění 1400 až 1700 m³/s, v noci z pondělí na úterý špičkově až 1950 m³/s. Dařilo se tak postupně vyprazdňovat retenční prostor Orlíka a v neděli dopoledne už mohl odtok klesnout na „pouhých“ 650 m³/s, v úterý 12. 6. na 320 m³/s a pak se načas zvedl na 500 m³/s, později klesl k běžným hodnotám pod 300 m³/s. Tuto vlnu příliš nebrzdila ani Vodní nádrž Slapy která sice v sobotu 1. 6. i v neděli 2. 6. udržovala většinu dne odtok na úrovni 205 nebo 305 m³/s, nicméně v neděli odpoledne už zde odpouštěli 380 m³/s a od večera až 1600 m³/s, později až 2050 m³/s v noci na úterý. I zde se dařilo zvyšovat zásobníkový prostor nádrže a odtok mohli postupně snižovat, od soboty 8. 6. večer na 1000 m³/s a v neděli dokonce na 900 m³/s, později 650 m³/s i méně.
Sázava posílala do Vltavy další masy vody už v neděli odpoledne. Stanice Český Šternberk naměřila 1. SPA (100 cm) v neděli před polednem a 3. SPA (160 cm) krátce po poledni, kulminace 227 cm / 370 m³/s (desetiletá voda) nastala před 22. h. Pak hladina rychle klesala, 3. SPA byl opuštěn už v pondělí 3. 6. ve 4:00 a 1. SPA o 48 h později. Limnigraf Nespeky zaznamenal 1. SPA (230 cm) v neděli 2. 6. po 3. h ranní a 3. SPA (380 cm) se držel od 12. h, kulminace nastala v pondělí ve 4:00 při 540 cm / 510 m³/s. 3. SPA trval do úterní 23. h a 1. SPA až do sobotní 22. h.
Kocába se významně rozvodnila také v neděli 2. 6. 2013, předchozího dne v 18 hodin překonala ve Štěchovicích 1. SPA (110 cm) a v neděli po 6. hodině i 3. SPA (150 cm), před 18. h kulminovala na 240 cm / 104 m³/s (překonána stoletá voda). Pod 3. SPA se vrátila ve středu po 1. h ranní a pod 1. SPA v pátek 8. 6. okolo 4. h ráno.
Vodní nádrž Vrané se snažila vyrovnávat povodňovou vlnu z neregulovatelné Berounky, která se do Vltavy vlévá několik kilometrů pod ní, a v noci ze soboty 1. 6. na neděli 2. 6. měla odtok do 500 m³/s, ale ten během dne rychle stoupal, po 14. hodině překročil 1000 m³/s a v 17:00 už pouštěli na Prahu 1290 m³/s, v 19:00 sice jen 954 m³/s, ale ve 20:00 už 1712 m³/s. Následující extrémní povodeň pak vyřadila z funkce průtokoměr.

### Praha a okolí

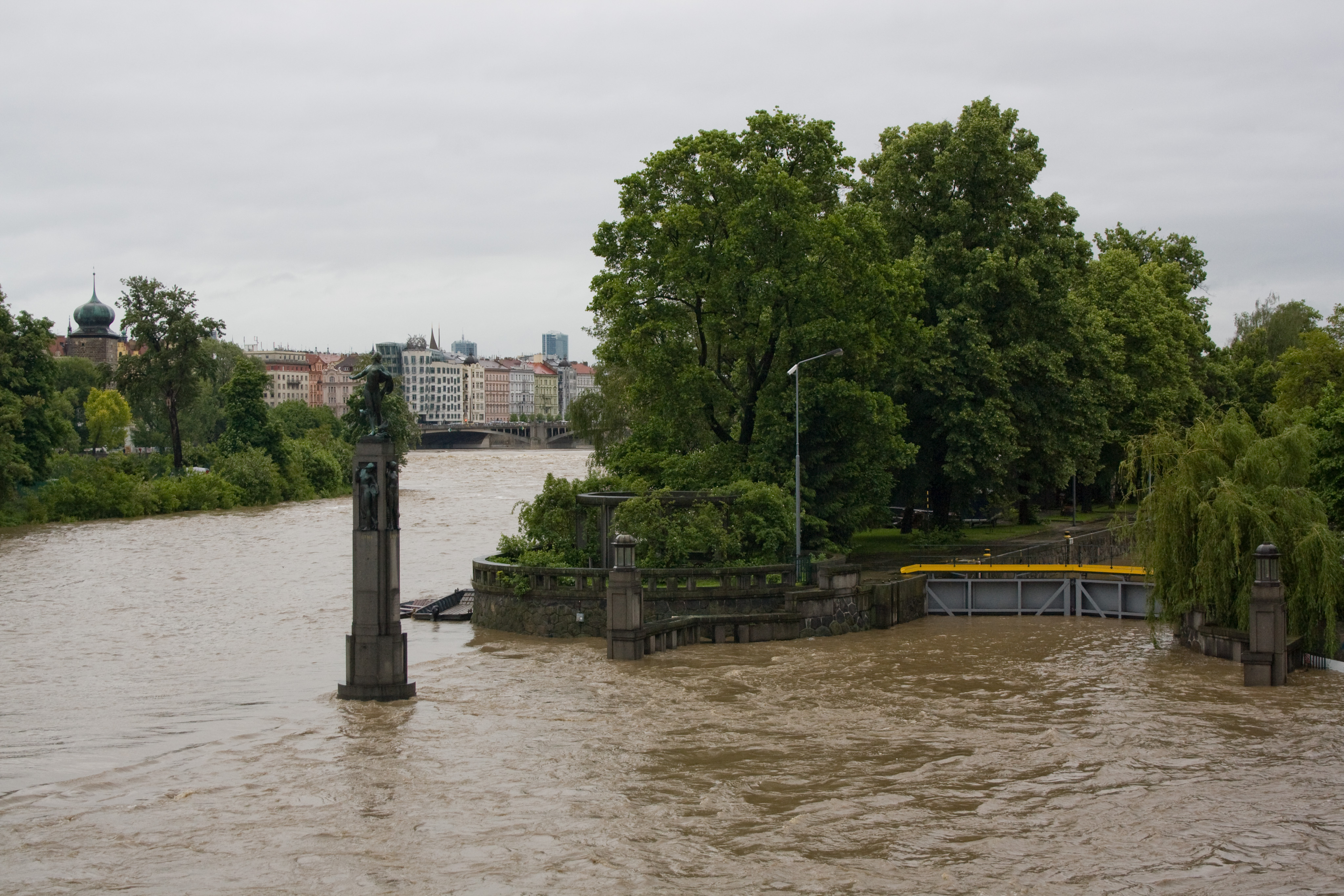
Rozvodněná Vltava při plavebních komorách u Dětského ostrova
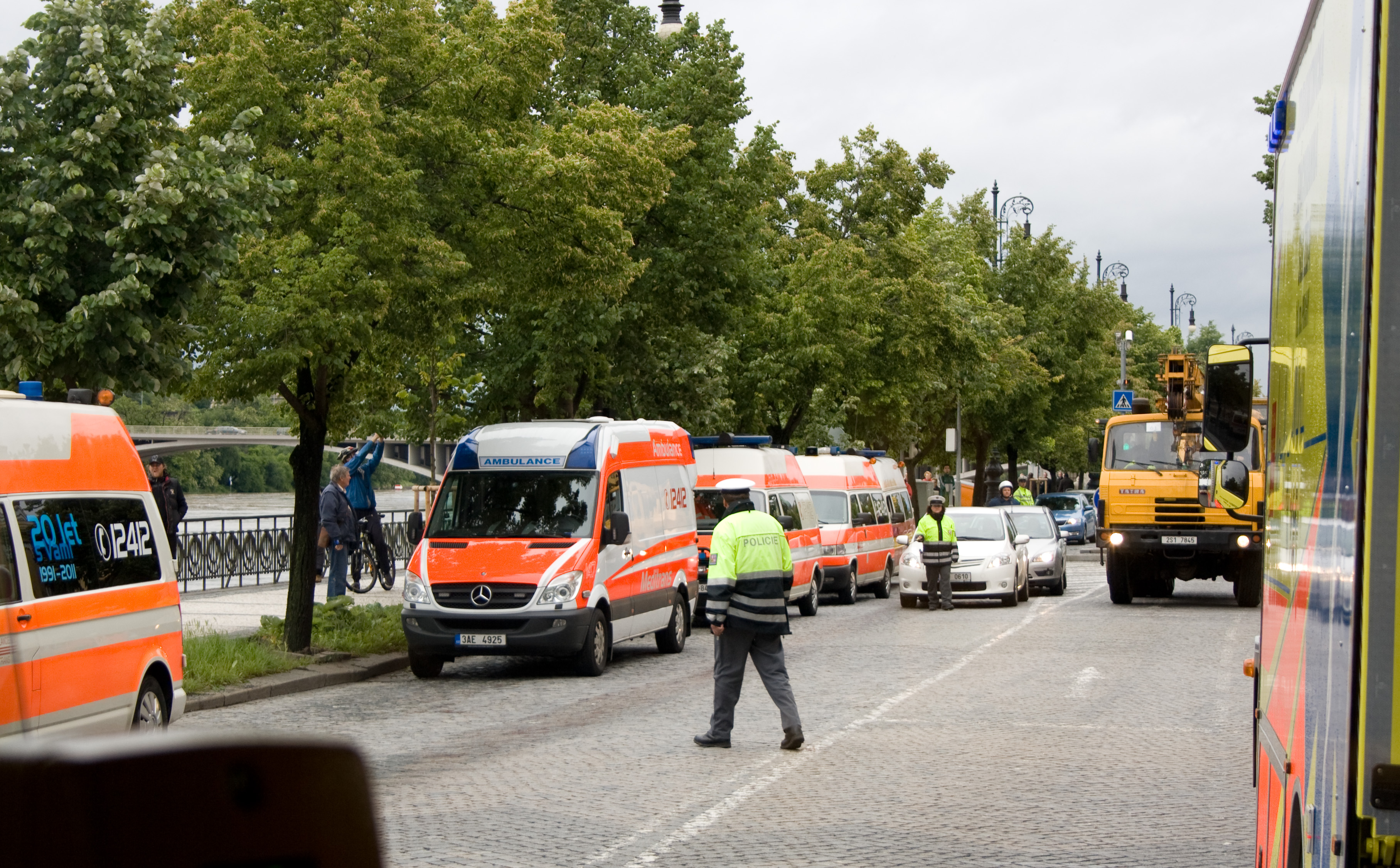
Evakuace Nemocnice Na Františku
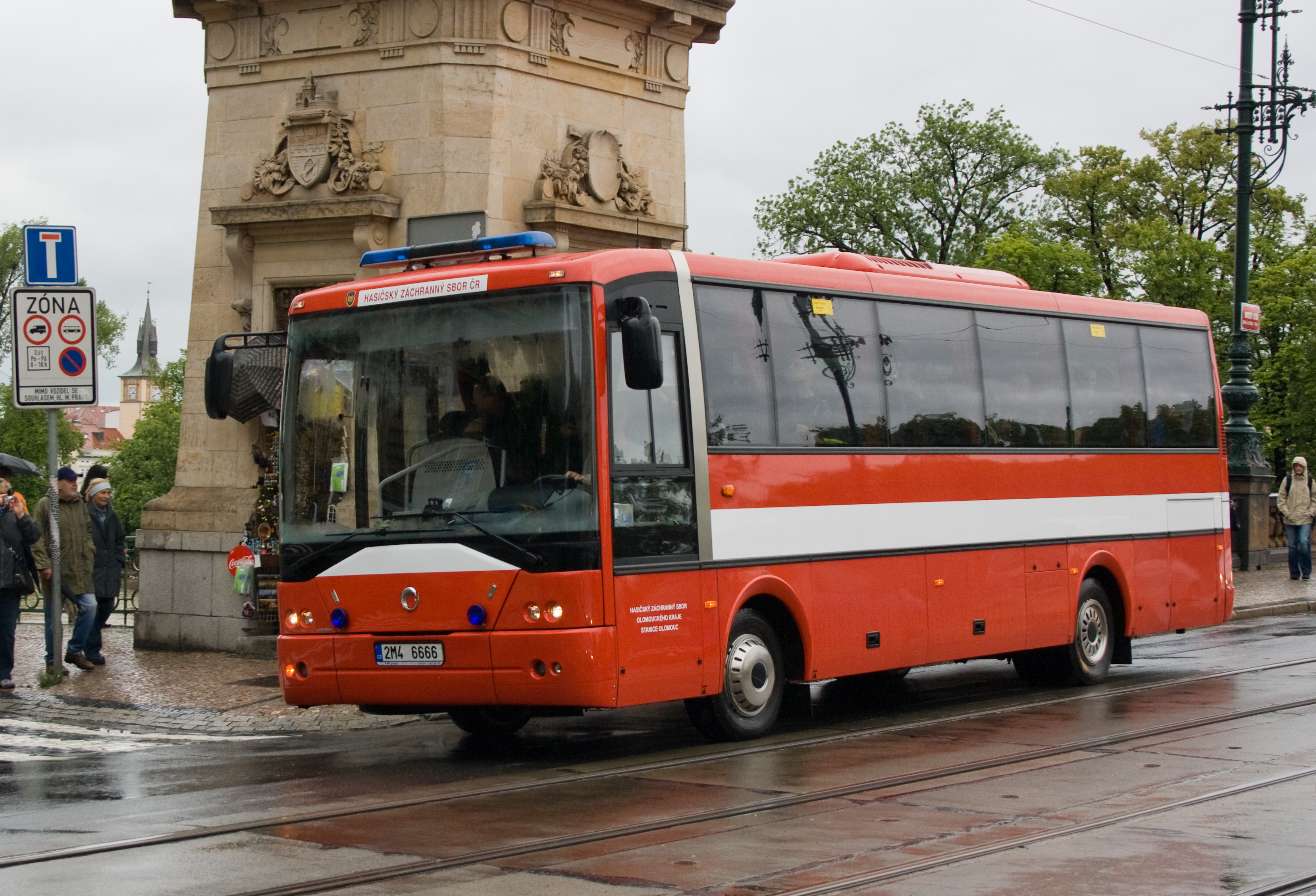
Autobus HZS Olomouckého kraje při protipovodňových opatřeních u Kampy

Hladina vody tedy postupně stoupala i v Praze, na což se město připravovalo předem: magistrát dal vyklidit náplavky a zavřít Čertovku. Limnigraf Malá Chuchle vykázal 1. SPA (130 cm) už v pátek 31. 5. 2013 v poledne, 3. SPA (307 cm) byl překonán o 48 hodin později s průtokem 1500 m³/s. Během soboty se tak v Praze uklízely lodě z Vltavy a v neděli od 9:45 vyhlásil primátor "Stav nebezpečí" pro území hlavního města, odpoledne byla výška hladiny v Chuchli na 350 cm a průtok přes 1770 m³/s. Díky manipulaci s Vltavskou kaskádou se dlouho dařilo držet průtok vody Prahou na 2100 m³/s, v neděli večer 2900 m³/s. Výrazně se však rozvodnily neregulovatelné přítoky Vltavy, vedle Berounky zejména Botič (jenž zaplavil např. Hostivař a Záběhlice) a Rokytka. Vltava tak kulminovala v Praze v úterý 4. června ve 3:50 ráno, kdy byl v Malé Chuchli průtok 3210 m³/s při výšce hladiny 545 cm (hranice SPA 3! je zde 574 cm). Poté průtok strmě klesal tak, jak se manipulací na Vltavské kaskádě postupně dařilo vyrovnávat neregulované přítoky z Berounky nebo uvolňovat zásobní prostory přehradních nádrží pro avizované nové lijáky. Pod 3. SPA klesla až v sobotu 8. 6. po poledni, přičemž průtok během tří hodin klesl 1600 na 1250 m³/s. V pondělí 10. 6. dokonce krátce klesla do 1. SPA, ale nová vlna vody v důsledku dalších dešťů zvedla v úterý 11. 6. hladinu opět do 2. SPA, s maximem „jen“ 240 cm / 1008 m³/s. Ale až v neděli 16. 6. před 3. h ranní klesla voda i pod 1. SPA. Limnigraf v centru Prahy, u Nemocnice Na Františku, zaznamenal nárůst od 300 cm / 500 m³/s v pátek 31. 5. v noci na 547 cm / 3193 m³/s v úterý 4. 6. v 7:00, což byla zdejší kulminace.
Dopravní podnik hl. m. Prahy již v sobotu přerušil provoz na tramvajové lince do Troje a v neděli 2. června uzavřel prvních 8 stanic metra (vlaky jimi pouze projížděly). V pondělí 3. června se provoz metra v centru zastavil úplně. Metro přestalo jezdit v úsecích Dejvická – Muzeum, Smíchovské nádraží – Českomoravská a Muzeum – Kobylisy. Zrušeny byly i některé tramvajové linky. Jako náhrada za metro byly zřízeny dvě náhradní tramvajové linky (X-A, X-B) a jedna autobusová (X-C), přerušen byl tramvajový provoz v některých úsecích (Palmovka – Ke Stírce, trať do Modřan). Byl přerušen provoz všech přívozů. Přívozy P3 a P5 byly obnoveny ještě během června, 13. července 2013 byl zprovozněn přívoz P6, do 20. července 2013 měly být zprovozněny přívozy P1 a P2.

#### Zoo Praha
O víkendu od 1.6. (až do 3.6.) došlo k evakuaci většiny zvířat z dolní části Zoo Praha. Pouze gorily byly přechodně uzavřeny v povodňové věži svého pavilonu. V průběhu týdne pak byla část evakuovaných zvířat převezena do zoologických zahrad v Brně, Olomouci, Ústí nad Labem a Dvoře Králové nad Labem.

#### Pražská sportoviště a kulturní zařízení
- Došlo k zatopení sklepů v Divadle pod Palmovkou, také vlivem rozvodnění blízkého potoka Rokytka, celková škoda dosáhla desítek milionů korun, divadlo je nejméně půl roku mimo provoz
- Zcela pod vodou bylo dostihové závodiště Praha-Chuchle
- Zcela pod vodou se ocitl trojský slalomový kanál s blízkou loděnicí
- Zcela pod vodou se ocitla sportoviště ve Stromovce, tenisový areál TK Sparta Praha a areál Centra sportu MV ČR včetně lehkoatletické haly Otakara Jandery.
- Opětovně těžce poškozen byl jezdecký areál na Císařském ostrově.

### Oblast pod Prahou

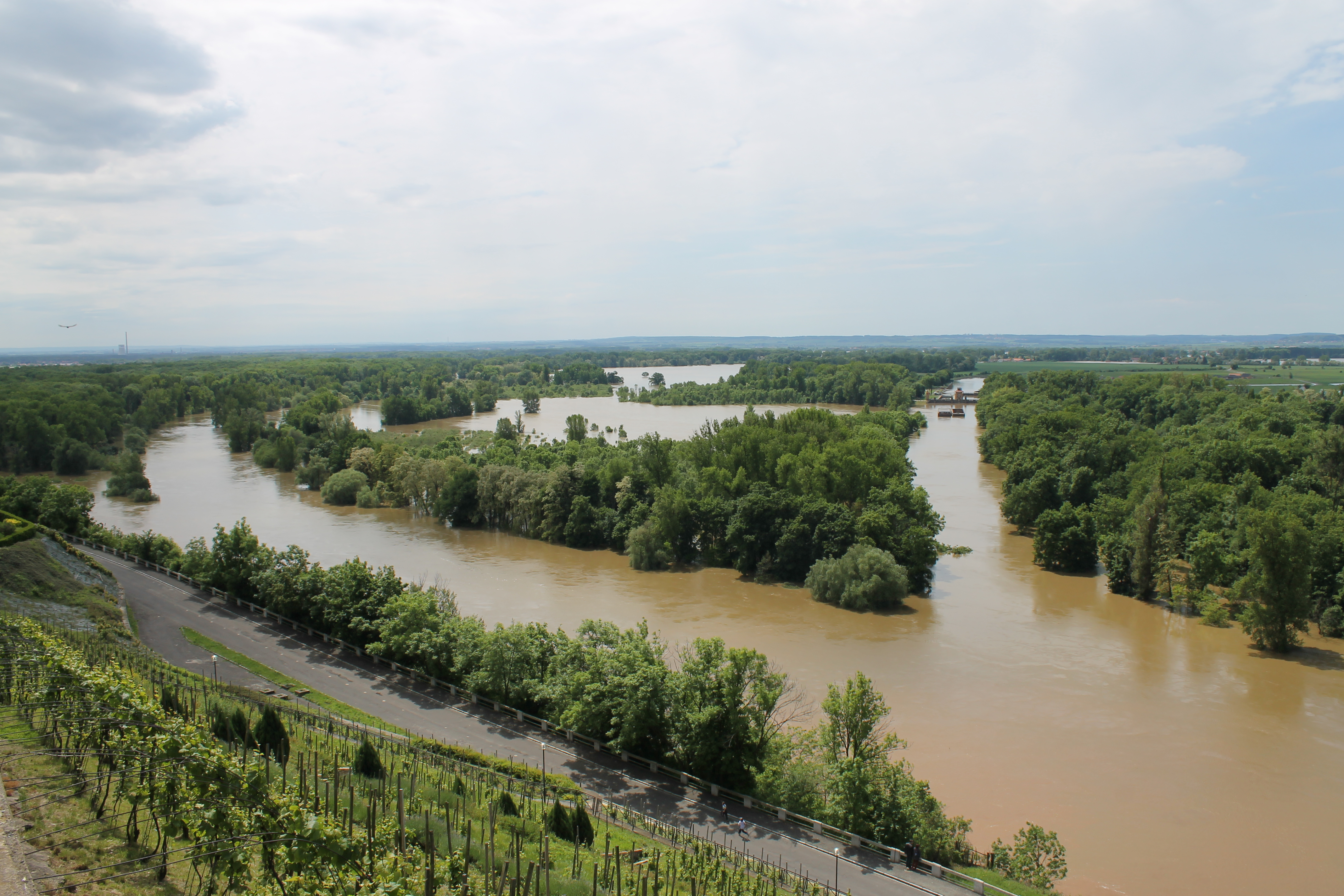
Zatopený soutok Labe s laterálním kanálem (vpravo) a Vltavou 5. června 2013 12:17

Jakmile Vltava opustila poměrně sevřené údolí nad Roztoky u Prahy, začala zatápět okolní oblasti. Značně postiženy byly Kralupy nad Vltavou, kde byly zatopeny i silniční uzly.
Limnigraf Vraňany má stanoven 1. SPA na 370 cm (dosažen v sobotu 1. 6.) a 3. SPA na 610 cm (překonán v neděli 2. 6.), kulminace vltavské hladiny při 785 cm / 3100 m³/s nastala v úterý 4. 6. okolo 11. hodiny. Jen několik centimetrů tedy dělilo povodí od vyhlášení SPA 3! (792 cm), nedošlo ani k pokoření padesátileté vody (3490 m³/s). Pod 3. SPA se dostala vraňanská Vltava až v sobotu 8. 6. po 20. h, pod 2. SPA klesla v úterý 12. 6. před 3. h a pod 1. SPA v pátek 14. 6. okolo 22. h.

## Dění vpovodí Ohře

### Oblast Ohře
Hladina Ohře postupně stoupala od 31. 5. 2013. V Chebu překročila 1. SPA (158 cm) okolo 21. h, v noci kulminovala na 220 cm a 50 m³/s v pásmu 2. SPA, v neděli pak postupně klesala – po celé úterý 4. 6. udržovali vodohospodáři odtok z nádrže Skalka těsně pod úrovní 1. SPA. Obdobně na tom byla i řeka Svatava, která na limnigrafu Kraslice překročila 1. SPA (94 cm) v sobotu 1. 6. 2013 ve 23 hodin a kulminovala v neděli kolem 9. hodiny výškou hladiny 138 cm a průtokem 55 m³/s (dvacetiletá voda), k normálu se vrátila v úterý po 3. h ranní. Naopak říčku Odravu se na nádrži Jesenice pod Chebem dál regulovat nedařilo: 1. SPA (80 cm) překročila 31. 5. před 21. h a zvolna stoupala, v úterý 4. 6. překročila 3. SPA (170 cm) a kulminovala o půlnoci při 190 cm a 29 m³/s, což zde je dvouletá voda. 3. SPA opustila ve středu 5. 6. po 21. h, 1. SPA si držela až do dalšího týdne. Nové deště v úterý 11. 6. v noci na několik hodin opět zvedly hladinu do 3. SPA, nicméně průtoky zůstaly hluboko pod 20 m³/s.
Říčka Teplá svůj tok zvyšovala po celou neděli 2. 6. a v celé délce se pohybovala v 1. SPA, její přítok do Ohře činil v pondělí ráno až 44 m³/s, takže ohřeský limnigraf Drahovice překročil 1. SPA (190 cm) hned po sobotní půlnoci a po nedělní půlnoci i 3. SPA (270 cm). Maximum bylo 273 cm / 275 m³/s (pětiletá voda) v neděli 3. 6. kolem 3. h, brzy ale hladina klesla a 3. SPA byl odvolán už okolo 7. h, do normálu se Ohře dostala ve čtvrtek 6. 6. okolo 3. h ráno. Rolava se vyšplhala v neděli ráno dočasně do 1. SPA, až na 180 cm / 58 m³/s (desetiletá voda) kolem 4. h. Níže ležící Klášterec nad Ohří tak vykázal maximum v pondělí 3. 6. okolo 7. h, a to 272 cm / 402 m³/s (pětiletá voda), během úterý i středy strmě klesal k normálu.
Chomutovka překročila 1. SPA v sobotu večer a pak si zhruba třicet hodin držela 2. SPA, povodňový stav opustila až v úterý večer (kulminovala v neděli po poledni desetiletou vodou na stavu 118 cm / 20 m³/s). A tak zatímco v Žatci nemusel být na Ohři vyhlášen ani 1. SPA i přes průtok 275 m³/s (dvouletá voda), tak pod soutokem Ohře, Chomutovky a Blšanky v Lounech překročila Ohře 1. SPA (400 cm) v sobotu kolem 18. h a 3. SPA (490 cm) v pondělí ve 22:00, při výšce hladiny 545 cm však průtokem až 316 m³/s nepřekonala ani dvouletou vodu. 3. SPA si držela až do pátku 7. 6., kdy v poledne začala klesat, a střídavě 2. nebo 1. SPA si držela až do dalšího týdne – povodňový stav opustila ve čtvrtek 13. 6. před 16. h. Poslední limnigraf před Labem, Brozany, také vykazoval rostoucí průtok a kulminoval ve čtvrtek 6. 6. mezi 3. a 9. h ranní stavem 394 cm / 340 m³/s, do nedělního rána poklesl k normální úrovni 280 cm / 195 m³/s. Dvě nové malé kulminace v důsledku nových dešťů se sice konaly v pondělí 10. 6. i v úterý 11. 6. večer, ale činily jen cca 300 cm / 220 m³/s.

### Oblast Bíliny
Bílina v Jirkově krátce překročila 1. SPA (60 cm) během nedělního dopoledne i v noci z pondělí na úterý, průtok ale nepřekročil 5 m³/s. O mnoho bohatější byl přítok Bílý potok, který se v sobotu večer rozmohl z běžného půlkubíkového průtoku na desetinásobek, překročil 1. SPA (63 cm) a 3. 6. okolo 15. h atakoval hranici 3. SPA (85 cm) při průtoku přes 10 m³/s; povodňový stav opustil až 6. 6. okolo 2. h ranní.
V Bílině tak po většinu neděle 2. 6. byla voda na úrovni 180 cm / 28 m³/s, od pondělního večera do úterního odpoledne si držela kulminační hladinu 200 cm / 37 m³/s (více než dvacetiletá voda). V Trmicích byl 1. SPA (170 cm) dosažen v sobotu 1. 6. kolem 13. h, v pondělí odpoledne i 3. SPA (230 cm) a hladina plynule stoupala; kulminace 275 cm / 62 m³/s (opět více než dvacetiletá voda) dosáhla ve středu 5. 6. dopoledne, 3. SPA však trval až do čtvrtečních 21:00 a 1. SPA dokázala řeka opustit až v úterý 11. 6. před 15. h.

### Českolipsko a Děčínsko
Ploučnice překročila ve Stráži pod Ralskem 1. SPA (100 cm) 1. 6. 2013 odpoledne, v neděli před 18. h překročila 3. SPA (170 cm) a ve 21 h kulminovala hladinou 182 cm a průtokem 25 m³/s, poté klesala a povodňový stav opustila v úterý po 18. h. O několik kilometrů níže v Mimoni však přibrala povodňovou vlnu (až 17 m³/s) z Panenského potoka a tak zde dosáhla 1. SPA (90 cm) také v sobotu odpoledne, 3. SPA (145 cm) byl pokořen v neděli odpoledne a kulminace nastala v pondělí 3. 6. před 5. h na úrovni 165 cm / 37 m³/s. Velká voda pak postupovala na Českou Lípu, kde byl 1. SPA (70 cm) vyhlášen v 8 hodin a později se řeka pohybovala ve 2. SPA průtokem 42 m³/s (jednoletá voda) při výšce hladiny 105 cm. Povodňový stav zrušen až ve středu 5. 6. Limnigraf Benešov nad Ploučnicí tak zaznamenal značně rozloženou povodeň, od 1. 6. 13:00 do 4. 6. 22:00 se pohyboval v 1. SPA (nad 140 cm) a maximální průtok 96 m³/s (pětiletá voda) vykázal v neděli v poledne.
Mandava ve Varnsdorfu značně kolísala už od čtvrtka 30. 5. 2013, 1. SPA (70 cm) překročila už 31. 5., pak se vrátila, v sobotu 1. 6. ji opět překročila a v neděli 2. 6. 2013 po poledni překročila i 3. SPA (110 cm), kulminovala na kótě 115 cm / 21,5 m³/s (dvouletá voda) ve 13:00 a pak pomalu klesala, až 4. 6. před 23. h opustila povodňový stav.
Chřibská Kamenice vykázala sice zvýšený, nikoliv však povodňový stav. Ani Srbská Kamenice nedosáhla přílišných extrémů: v sobotu 1. 6. i v neděli 2. 6. se sice dvakrát dostala do 1. SPA (120 cm) až 2. SPA (145 cm), ale jen na několik hodin. Nejvyšší průtok 36 m³/s (dvacetiletá voda) při hladině 157 cm byl v sobotu okolo 16. h.

## Dění vpovodí Labe

Místa s 3. stupněm povodňové aktivity ke 20. hodině dne 2. června 2013

### Oblast horního Labe
Labe podle limnigrafu ve Vestřevi dosáhlo 1. stupně povodňové aktivity (SPA) (110 cm) 1. června 2013 před půlnocí, kulminace v SPA 3! (3. SPA je zde 160 cm a SPA 3! 349 cm) následovala 2. června 2013 v 8:00 při výšce hladiny 354 cm a průtoku 310 m³/s, což znamenalo více než stoletou vodu. Poté voda rychle opadala, 3. SPA byl odvolán téhož dne před 23. h, pod 1. SPA se Labe vrátilo v pondělí po 19. h.
Samotné Labe však téměř neškodilo – problém způsobil levobřežní přítok, říčka Čistá: po nočním nepřetržitém lijáku nabrala v neděli ráno nečekaně velké množství vody od Hertvíkovic, vlna vody proletěla skrz Rudník a Arnultovice až do Hostinného, kde voda v 7.00 vystoupila 3 m nad normální stav a okamžitý průtok vody v Labi činil více než 260 m³/s (namísto běžných 3–4 m³/s), během dalších 6 hodin už ale klesl na polovinu, S evakuací obyvatel musel pomáhat i armádní vrtulník. Tato povodňová vlna se pak přesouvala po toku Labe a rozmělňovala, přehrada Les Království dosáhla 1. SPA (150 cm) 2. června 2013 před 3. h ráno, ale 3. SPA (180 cm) byl vyhlášen už pouhé dvě hodiny poté, po 10. h se hladina na celý den ustálila na výšce kolem 233 cm a odtok okolo 147 m³/s (více než desetiletá voda). Během pondělí 3. 6. Labe rychle klesalo a 3. SPA byl odvolán po 15. h, 1. SPA po 21. h Další limnigraf v Brodě zaznamenal 1. SPA (300 cm) ve 4 hodiny ráno, 3. SPA (370 cm) okolo 7:30 a hladina stoupala dál, v 17:00 už byla na 470 cm a 140 m³/s, což znamenalo pětiletou vodu. Tuto hladinu si Labe udrželo až do pondělního rána, pak začalo rychle klesat a 4. 6. 2013 ráno klesla hladina i pod 1. SPA.

### Oblast Úpy
Úpa samotná se na horním toku jen těsně vyhnula vyhlášení 3. SPA: poté, co v oblasti Horního Maršova spadlo během noci z 1. na 2. června extrémních 123 mm srážek za 24 hodin, jinak drobné přítoky Úpy dosáhly téměř tropických rozměrů, způsobily sesuvy půdy a zatopily maršovské náměstí. Řeka Úpa tak v Horním Maršově dosáhla výšky hladiny 157 cm při průtoku 53 m³/s (necelá pětiletá voda; limit pro 3. SPA je zde 160 cm) už 2. 6. ve 2 hodiny ráno a i když dvě hodiny poté hladina klesla k 97 cm, nastala nová kulminace téhož dne v poledne při 152 cm / 51 m³/s, poté hladina opět klesla až téměř na normál. Dobrovolní hasiči obce, kteří ironií osudu den předtím slavili 140. výročí založení sboru, již v noci organizovali záchranné práce, přeparkovávání automobilů, uvolňování zatarasených mostů apod. V Lysečinském potoce dokonce hledali boudaře, kterého smetla voda i s kusem louky, ze které chtěl zachránit uvázanou kozu – přežil se zraněními.
O několik kilometrů dál po proudu, ve Svobodě nad Úpou, však byla situace mnohem horší: stejný celonoční liják, který způsobil bleskovou záplavu v Rudníku a Hostinném, totiž na svazích Černé hory strhal řadu turistických cest (například dvoukilometrový úsek štětované Zvonkové cesty do hloubky až 120 cm) a z úbočí Černé hory sjela zemní lavina přímo do Černohorského potoka. Voda s kamením tak nejprve „odbagrovala“ dno potoka v Těsném dole a jeho úbočí zhruba do třímetrové výše a vyčistila mnoho desítek let staré nánosy., načež nabrala vysokou rychlost v regulovaném úseku potoka podél silnice. Voda, písek a menší valounky posloužily jako dokonalá kluzná ložiska pro tunové kamenné bloky, takže tento příval strhal vše, co mu stálo v cestě k Úpě, včetně kamenných zídek a několika mostků. V místě u hotelu Prom, kde začíná být koryto potoka zakryté, balvany ztratily rychlost a velmi rychle uvízly, mezery mezi nimi se zacpaly drobnějším materiálem a potok si tak místo ucpaného koryta pod hotelem našel novou cestu nejen skrz areál hotelu, ale i po souběžné, nedávno opravené silnici II/297, která se tak v úseku Janské Lázně – Svoboda nad Úpou částečně změnila v nové koryto. Poškozena byla i navazující silnice II/296 do Trutnova, byly postiženy desítky nemovitostí a svobodský starosta Jiří Špetla v tu chvíli odhadoval škody na desítky milionů korun. Vyklízení ucpaného zakrytého koryta ve Svobodě pak trvalo zhruba tři dny a největší zásluhu na něm měli amatérští jeskyňáři, kteří nánosy rozkrývali odspoda a podařilo se jim kamenné bloky uvolnit natolik, aby mohly být odtaženy na laně těžkou technikou.
O několik desítek kilometrů dál ve Zlíči, kde tok Úpa přechází z horského do rovinatějšího kraje, Úpa svůj 1. SPA (130 cm) překročila ve 3 hodiny ráno, 3. SPA (210 cm) už před 6. hodinou a v neděli kolem 22. h kulminovala při 220 cm / 77 m³/s (dvouletá voda). Návrat pod 1. SPA se konal až ve středu po 20. h.
Povodňové vlny z Labe a Úpy se setkaly na soutoku obou řek v Jaroměři, kde Labe kulminovalo 3. 6. po půlnoci při 370 cm / 240 m³/s (desetiletá voda), Úpa v téže době se 77 m³/s a svůj díl 73 m³/s si přidala i Metuje (která sice v neděli překročila 1. SPA na limnigrafech Hronov i Krčín, ale pouze o max. 10 cm a nejvýše na 12 hodin), nicméně všechny řeky během pondělí poměrně rychle klesaly. Tento příval vody však v Jaroměři nevydržel historický ocelový most z roku 1884, jemuž Labe v noci na pondělí podemlelo jeden z pilířů a most se rozlomil, jedna boční lávka dokonce spadla do vody. a byla vyproštěna pomocí dvou těžkých autojeřábů až v pondělí večer. Zbytek mostu byl v průběhu června a července stržen. Nový most byl otevřen v březnu 2015.

### Jičínsko
Říčka Javorka se po celonočním dešti vylila z koryta 2. 6. 2013, v Lázních Bělohrad dosáhla 1. SPA (90 cm) kolem 4:30 a 3. SPA (150 cm) po 6. hodině, kulminace 165 cm / 18,3 m³/s nastala těsně poté, už po 19. h byl odvolán i 1. SPA.
Cidlina v Jičíně překročila 1. SPA (55 cm) až v neděli odpoledne a průtok nepřekročil 3,5 m³/s, v pondělí se vrátila k normálu. Zato limnigraf Nový Bydžov, který je pod soutokem s Javorkou, překročil 1. SPA (150 cm) už ve 4:00 a celou neděli strmě stoupal, 3. SPA (230 cm) překročen v pondělí po 5. h a dopoledne překročil i SPA 3!, maximum ve 13:00 bylo na 285 cm / 91 m³/s (téměř dvacetiletá voda), přes mírný pokles trval 3. SPA i v úterý a pod 1. SPA se Cidlina vrátila až ve čtvrtek 6. 6. po poledni. Lokální bouřky následujícího víkendu ji v pondělí 10. 6. opět krátce zvedly do 1. SPA, ale průtok nepřekročil 33 m³/s a v úterý 11. 6. před půlnocí již byla opět pod 1. SPA. Stanice Sány, která se nalézá cca 7 km před soutokem s taktéž vzedmutým Labem, vykázala 1. SPA (190 cm) v neděli 2. 6. před 11. h a 3. SPA (230 cm) byl překročen ve 14:00, po zbytek dne se hladina držela okolo 233 cm a průtok cca 58 m³/s. Od pondělí hladina stoupala rychleji, maxima 325 cm / 147 m³/s (dvacetiletá voda) dosáhla ve středu 5. 6. po půlnoci, a pak následoval velmi pomalý pokles hladiny: 3. SPA trval i po celý čtvrtek, až v pátek 7. 6. začala Cidlina rychle klesat a pod hranici povodňového stavu se dostala po 14. h.

### Pojizeří
Kamenice, která odvádí vodu ze stejné oblasti jako horní tok Jizery, zaznamenala v Plavech 1. SPA (90 cm) v sobotu večer, v neděli mezi 1. a 7. h vykazovala i 2. SPA s maximální výškou hladiny 119 cm a průtokem 51 m³/s, postupně však klesala a pod 1. SPA se dostala v úterý kolem poledne.
Samotná Jizera tradičně zahrozila zejména v Jablonci nad Jizerou, kde byl 1. SPA (150 cm) překročen v sobotu 1. 6. večer a 3. SPA (210 cm) v neděli mezi 2. a 4. h ranní, kdy byla kulminace na 218 cm / 100 m³/s. I přes intenzivní celonoční déšť již další limnigrafy tak silnou povodeň nezaznamenaly, Dolní Sytová ještě překračovala 1. SPA (180 cm) od půlnoci do 8. h ranní s maximálním průtokem 135 m³/s.
Pod soutokem Jizery s Kamenicí nad Železným Brodem se v neděli mezi 2. a 8. hodinou ranní konal 2. SPA (nad 310 cm): hladina dosahovala 330 cm a průtok 210 m³/s, ráno hladina klesla zpět do 1. SPA pod jeho hranici (220 cm) klesla v úterý 4. 6. okolo 1. h ranní. V Bakově byl 1. SPA (480 cm) překročen před 8. h, od 12. do 21. byla řeka ve 2. SPA s kulminací 518 cm / 186 m³/s kolem 17. h, což zde neznamená ani jednoletou vodu. Stejně tak i na posledním limnigrafu před soutokem s Labem v Předměřicích, kde byla nejvyšší hladina v pondělí v poledne při 390 cm / 165 m³/s.

### Oblast středního Labe
Na Pardubicku zaznamenal labský limnigraf Němčice překročení 1. SPA (350 cm) v neděli 2. 6. okolo 14:30, v pondělí ráno hladina mírně překročila 2. SPA, Labe zde kulminovalo v poledne při 415 cm / 340 m³/s; v úterý 4. 6. dopoledne kleslo i pod 1. SPA. Obdobně v Přelouči byl 1. SPA (240 cm) překročen v neděli okolo 15:00 a odvolán v úterý odpoledne, kulminace byla v pondělí odpoledne při 295 cm / 320 m³/s. Na obou místech to znamenalo ani ne dvouletou vodu.
O několik desítek kilometrů dál už ale levobřežní labský přítok Vrchlice překročil 1. SPA (105 cm) v neděli po 11. h, 3. SPA (130 cm) byl překročen po poledni a kulminace na 184 cm / 36 m³/s (padesátiletá voda) nastala po 19. h, v úterý dopoledne klesla řeka pod 1. SPA.
Vážnější byla říčka Výrovka, která v Plaňanech překročila 1. SPA (150 cm) po 9. h a 3. SPA (250 cm) po poledni, v neděli ve 20:00 pondělí kulminovala na 453 cm / 122 m³/s (hranice stoleté vody je zde 75 m³/s) a v úterý před polednem klesla pod 3. SPA, ve čtvrtek před 9. h i pod 1. SPA.
Pravděpodobně nejhorší situaci nastolila říčka Mrlina nad Nymburkem: na limnigrafu Vestec přesáhla 1. SPA (150 cm) v neděli před polednem a 3. SPA (240 cm) po 20. h, ve 22 hodin překročena i hranice SPA 3! (271 cm) a v pondělí krátce po půlnoci dosáhla 310 cm, kterou si držela několik desítek hodin: kulminace nastala až v úterý 4. 6. ráno při 314 cm a 85 m³/s (téměř stoletá voda). Kvůli hrozbě protržení hrází místních rybníků byla nařízena kompletní evakuace obyvatel v obci Vestec, později i v obcích Budiměřice, Křinec, Rašovice a Šlotava. Následoval poměrně rychlý pokles Mrliny, 3. SPA opustila ve středu před polednem a 1. SPA ve čtvrtek před půlnocí.
V Brandýse nad Labem hladina stoupala poměrně zvolna. 1. SPA (280 cm) byl pokořen v neděli brzo ráno, kulminace v pásmu 2. SPA se zde konala v úterý 4. 6. mezi 6. a 9. hodinou na úrovni 430 cm / 670 m³/s – což bylo zhruba pětkrát menší množství než u Vltavy v téže době. Přesto se na povodeň začaly připravovat například Neratovice a zejména tamní chemička Spolana. Při povodních 2002 totiž nečekané problémy nezpůsobilo Labe samo o sobě, ale jeho soutok s Vltavou – přesila vltavských vod znamenala „zastavení“ toku Labe a jeho následné zpětné vzdutí, což například Neratovice ležící cca 7 km nad soutokem značně ohrozilo. Při povodních 2013 proto Spolana preventivně přerušila výrobu a například zásoby chloru i jiných látek přesunula do bezpečí hned o víkendu.

### Oblast dolního Labe

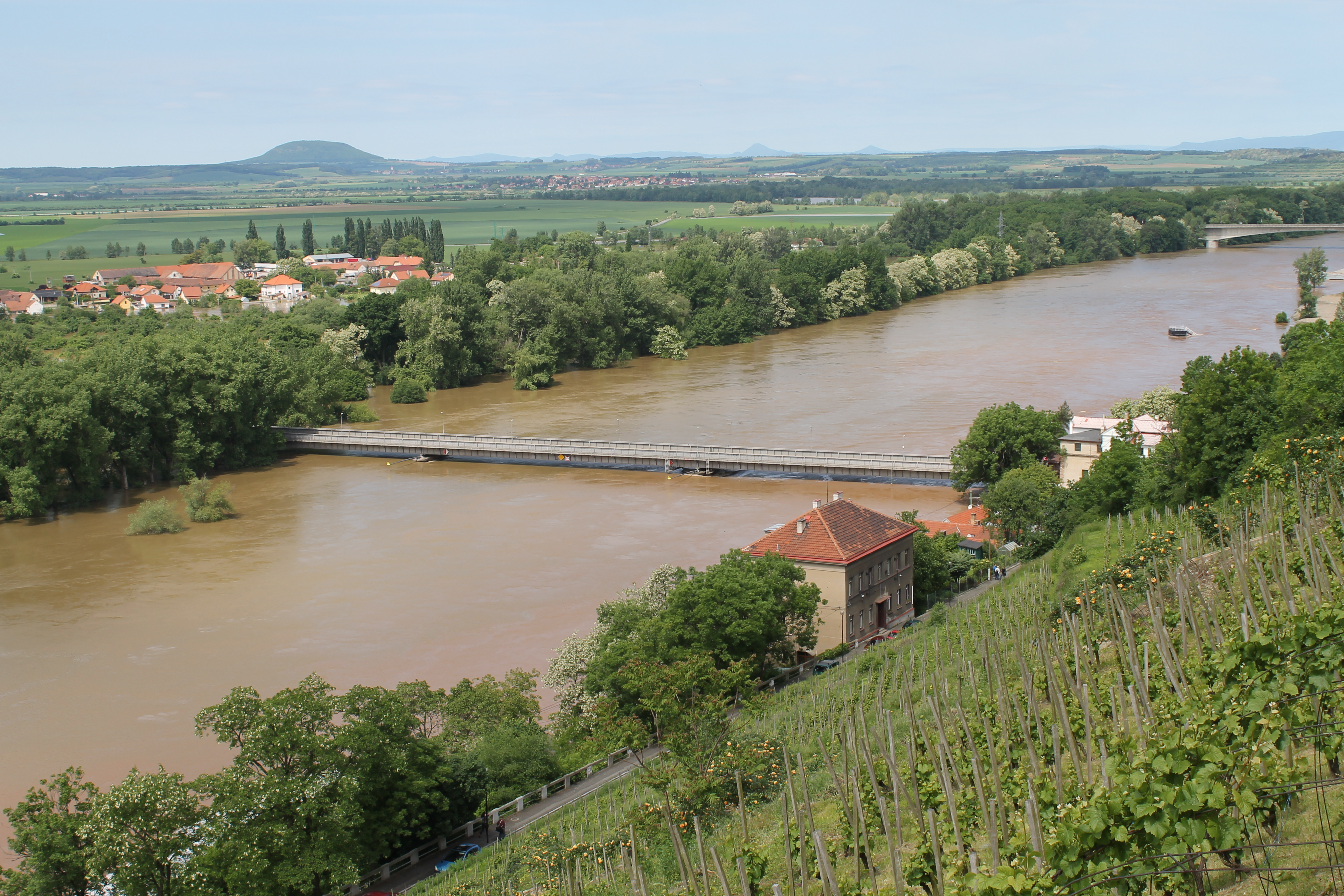
Labe v Mělníku 5. června 2013 11:30

V Mělníku, kde se stýkají vody Vltavy a Labe, se setkaly obě povodňové vlny. V samotném Mělníku tak byl 1. SPA (výška hladiny Labe 400 cm) vyhlášen na přelomu soboty a neděle, do 3. SPA (550 cm) se dostal už v neděli 2. 6. večer a hladina strmě stoupala dál. Kulminace se konala ve středu 5. 6. 2013, kdy si od půlnoci až do 7. hodiny ranní drželo Labe hladinu 930 cm a průtok přes 3900 m³/s byl na úrovní více než padesátileté vody. Vnitřní Mělník ohrožen nebyl, velká voda zatápějící nemovitosti však postihla například místní část Mlazice. Dobíhající povodeň z Vltavy dovolila odvolat 3. SPA až v pondělí 10. 6. po 2. h ranní, kdy průtok klesl pod dvouletou vodu, a 1. SPA byl zrušen definitivně v pátek 14. 6. po půlnoci.

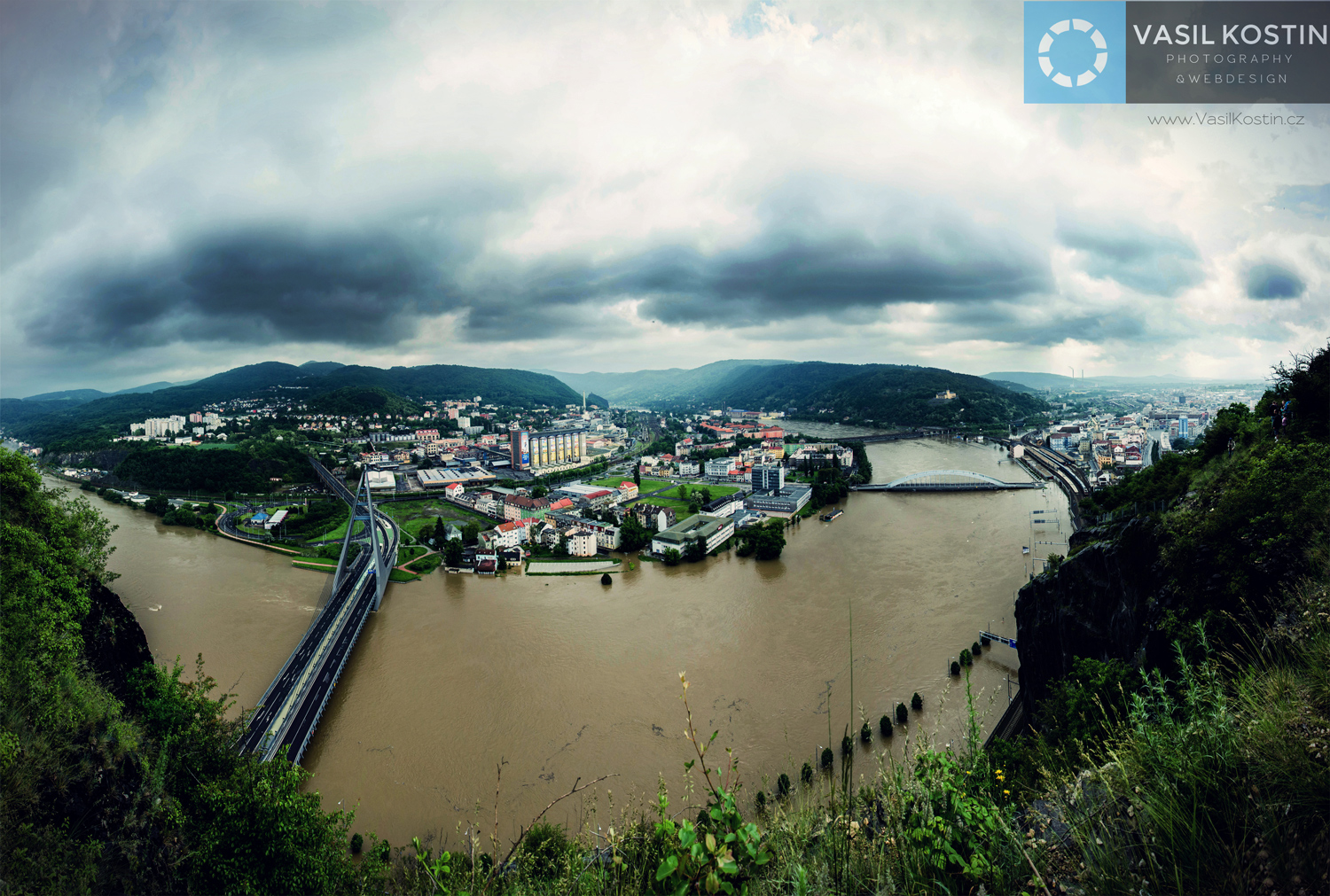
Labe v Ústí nad Labem 4. června 2013 15:46, 974 cm

Povodeň se postupně posouvala dál po proudu. V Litoměřicích byl, tak jako při každé povodni, zcela zatopen prostor soutoku Labe a Ohře (obě řeky byly rozvodněné), vyřazen z provozu byl Tyršův most, neboť voda zatopila jeho levé předmostí v Želeticích, zatopena byla i přilehlá levobřežní obec Mlékojedy. V plném provozu zde zůstal nový silniční most Františka Chábery. Voda zatopila nejen město Terezín a jeho okolí, ale ve středu 5. 6. pronikla voda z Ohře svým zaniklým korytem v polích i do obce Nové Kopisty, kde protrhla provizorně budovanou polní hráz a dostala se i za hlavní železniční trať z Prahy do Děčína. V okolí Litoměřic voda zcela přelila mobilní protipovodňové zábrany v obci Křešice. Limnigraf Litoměřice pod přítokem Ohře musel být v důsledku vysoké vody odpojen od přívodu elektřiny a údaje přímo od něj tedy nebyly k dispozici, zato limnigraf v Ústí nad Labem fungoval dál a zaznamenal tedy postupný růst hladiny i průtoku – v pondělí 3. 6. po půlnoci už byl v pásmu 3. SPA (hladina nad 600 cm) a vody přibývalo. Kvůli zatopení levobřežní čtyřproudové komunikace (po níž vedou důležité silnice I/30 a I/62) byl uzavřen nejprve Mariánský most, po překonání hranice 800 cm i Benešův most a obě části města byla nadále spojena výhradně přes starý železniční most, kde po několik dní jezdily mezi nádražími Ústí nad Labem – Střekov a Ústí nad Labem – západ motorové jednotky v operativním pendlu 10–15 minut. Ústecké hlavní nádraží bylo vyřazeno z provozu kvůli zatopení přízemní odbavovací haly i celého přednádražního prostoru. Ve středu 5. 6., po překonání hranice 10 m, voda překonala protipovodňové stěny v místní části Střekov a zatopila tamní obytné domy. Kulminace Labe přišla v noci ze středy 5. na čtvrtek 6. 6. na úrovni 10,8 m, kdy okamžitý průtok překonal 3700 m³/s a i přes katastrofální důsledky pro Ústí nad Labem nešlo ještě ani o padesátiletou vodu (do hranice SPA 3! zbývaly dva centimetry a roku 2002 zde protékalo až 4700 m³/s). Pak voda velmi pomalu opadávala s tím, jak se snižovaly průtoky z horního Labe, Vltavy, Ohře či Bíliny: až o půlnoci ze středy 12. na čtvrtek 13. 6. mohl být zrušen 3. SPA, v pátek 14. 6. ráno 2. SPA a konečně v sobotu 15. 6. po 16. h také 1. SPA.
Postižený byl také Děčín, přestože povodňová vlna postupovala stále pomaleji. Kulminace v Děčíně nastala zhruba tři hodiny po té ústecké. Hasičům se zde s vypětím všech sil a s plným lidským i technickým nasazením podařilo udržet v provozu most na silnici I/13.

## Dění vpovodí Nisy
Tradičně nejvážnější situace byla na Frýdlantsku: v důsledku opakujících se dešťových přívalů říčka Smědá na limnigrafu Bílý Potok (hranice 1. SPA 80 cm, 2. SPA 100 cm) zaznamenala v sobotu 1. 6. o půlnoci první kulminaci při 87 cm / 21 m³/s, druhou v neděli večer při 108 cm / 27 m³/s a třetí v pondělí ráno při 85 cm / 20 m³/s. Tato voda se hnala na Frýdlant v Čechách, který první vlnu absolvoval bez povodňového stavu, zato 1. SPA (130 cm) vyhlásil v neděli večer a vzápětí zaznamenal první kulminaci 153 cm / 64 m³/s, v pondělí dopoledne druhou 157 cm / 66 m³/s. Již téhož dne večer byla ale povodeň odvolána. Ve Frýdlantu se však do Smědé vlévá Řasnice, která v pondělní poledne dosáhla průtoku 19 m³/s a tyto spojené vody se valily přes Višňovou do Polska. Spolu se sebranými srážkami z celého povodí to znamenalo, že v této obci vyhlásili 1. SPA (200 cm) už v sobotu okolo 19. h a už před půlnocí dosáhli i 3. SPA (240 cm). V průběhu dalších hodin následovaly čtyři kulminační vlny, první (270 cm / 72 m³/s) už v neděli ráno, třetí a nejsilnější (282 cm / 89 m³/s) v pondělí ve 12:00, nicméně zde nebyla překročena ani hranice dvouleté vody. Do normálu se Smědá vrátila v úterý odpoledne.
Černá Nisa v Rudolfově nepřekročila průtok 6 m³/s, tj. desetinásobek normálu, a Lužická Nisa v Liberci dosáhla v neděli 2. 6. ráno 1. SPA (85 cm) a kulminovala po poledni při 117 cm / 22 m³/s, k normálu se vrátila v úterý 4. 6. odpoledne.
Jeřice, která se do Lužické Nisy vlévá v Chrastavě, ale byla rozvodněná podstatně víc i přes jistou retenční schopnost nádrže Fojtka: v Mníšku vyhlásili 1. SPA (60 cm) v sobotu okolo 21. h, po naplnění nádrže už ale v neděli odpoledne vystoupila Jeřice nad 3. SPA (100 cm), ovšem kulminace 155 cm / 6,5 m³ neznamenala ani jednoletou vodu. I zde se voda k normálu vrátila v úterý dopoledne.
Lužická Nisa tak v Hrádku nad Nisou dosáhla 1. SPA (175 cm) v sobotu okolo 20. h a potom nadvakrát v pásmu 2. SPA (nad 210 cm) kulminovala, nejprve v neděli okolo 20. h a podruhé v pondělí okolo 9. h, vždy na úrovni 220 cm / 79 m³/s (nedosáhla ani pětileté vody). Povodeň byla odvolána v úterý 4. 6. dopoledne.

## Dění v povodí Moravy
V povodí Moravy byla ohrožena zejména oblast rakouského příhraničí. Díky vhodné manipulaci se soustavou vodních děl na Dyji a Svratce se podařilo všechny průtoky udržet na maximálně 2. SPA.

## Obce spřekonanými protipovodňovými zábranami
- Zálezlice – obec na Mělnicku na pravém břehu Vltavy poblíž soutoku s Labem, zde se protrhla provizorně narychlo dobudovaná protipovodňová hráz (zde šlo o ještě nedostavěnou protipovodňovou hráz – dostavěna měla být na podzim roku 2013)
- Hořín – obec u Mělníka, levý břeh Labe blízko soutoku s Vltavou, přelila se protipovodňová hráz
- Křešice – obec na Litoměřicku, pravý břeh Labe, přelily se mobilní protipovodňové stěny
- Nové Kopisty – obec u Terezína na Litoměřicku nedaleko soutoku Labe a Ohře, protrhla se zde provizorní polní hráz proti vodě z řeky Ohře
- Střekov – část města Ústí nad Labem na pravém břehu Labe, přelily se mobilní protipovodňové stěny

## Postižené soutoky vodních toků
- Vltava – Polečnice (postižené město: Český Krumlov)
- Vltava – Sázava (postižená obec: Davle)
- Vltava – Berounka (postižená obec: Černošice, pražské části, čtvrti a osady: Radotín, Zbraslav, Lipence, Lahovice, Lahovičky, Velká Chuchle, Modřany)
- Vltava – Labe (postižené město:Mělník, postižené obce a vesnice: Zálezlice, Hořín, Liběchov, Kly, Brozánky)
- Labe – Ohře (postižená města: Litoměřice, Terezín, Bohušovice nad Ohří, postižené obce a vesnice: Křešice, Polepy, České Kopisty, Nové Kopisty, Mlékojedy, zaniklá obec:Želetice)
- Labe – Bílina (postižené město:Ústí nad Labem)
- Labe – Ploučnice (postižené město:Děčín)
- Labe – Kamenice (postižená obec: Hřensko)

## Poškozené rybníky a nádrže

### Středočeský kraj
- Povodí Mrliny na Nymbursku – Komárovský rybník – ohrožené obce a vesnice Budiměřice, Rašovice, Netřebice, Šlotava, Křinec a Vestec
- Povodí Cidliny na Kolínsku – ohrožené obce a vesnice Toušice, Mlékovice

### Jihočeský kraj
- Povodí Lužnice – poškozená provizorní hráz vodní nádrže Jordán v Táboře